# برلين
بَرْلِين (بالألمانية: Berlin)‏ هي العاصمة الفيدرالية لجمهورية ألمانيا الاتحادية، وإحدى ولايات ألمانيا الست عشرة، كما أنها أكبر مدن ألمانيا من حيث عدد السكان حيث يبلغ عدد سكان المدينة حوالي 3.6 مليون نسمة. وتعد برلين إحدى «الولايات المدن» الثلاث بجمهورية ألمانيا الاتحادية، وتأتي هذه التسمية من كون حدود المدينة هي نفسها حدود الولاية. وبالتعريف الإداري لحدود المدن، فإن برلين هي أيضاً أكبر مدن الاتحاد الأوروبي.
يعود أول توثيق لوجود برلين للقرن الثالث عشر، وكانت المدينة على مر التاريخ عاصمة لمرغريفية براندنبورغ ومملكة بروسيا والرايخ الألماني. تشاطرت القوات التي انتصرت على ألمانيا في الحرب العالمية الثانية وهي الاتحاد السوفييتي وأمريكا وبريطانيا وفرنسا السيطرة على أقسام ألمانيا وبرلين، قامت حكومة ألمانيا الشرقية المحسوبة على الاتحاد السوفييتي والكتلة الشرقية عام 1961 بتشييد ما كان يُعرف بجدار برلين خلال فترة الحرب الباردة حول المناطق التي كان الحلفاء الغربيين فرنسا وبريطانيا وأمريكا يسيطرون عليها. وهكذا أصبحت برلين مدينة مُقسمة إلى جزئين: جزء غربي يتبع ألمانيا الغربية وآخر شرقي يتبع ألمانيا الشرقية. وبقي الحال في برلين على هذا النحو إلى حين سقوط الجدار في عام 1989 وإعادة توحيد البلاد عام 1990، وأصبحت برلين مجددا عاصمة جمهورية ألمانيا الاتحادية ومقرا لحكومتها الاتحادية والبوندستاغ ورئيس البلاد والبوندسرات ووزارات اتحادية وسفارات عدة.
برلين تضم أربع جامعات، وأربع مدارس فنون وعشرة كليات تقنية وما يقارب 200,000 طالب من جميع أنحاء العالم وحوالي 70 مرافق بحثية مما جعلها أكبر مدينة جامعية في ألمانيا.

## التاريخ
تشكلت برلين من اندماج مستوطنتين هما (Cölln)، التي تقع حالياً في جزيرة المتاحف (Museums Island)، وبرلين التي تقع على الضفة الشمالية لنهر شبريه (Spree)، واللتان يعود تشكلهما إلى القرن الثالث عشر الميلادي. وقد تمت الإشارة لأول مرة إلى مستوطنة (Cölln) في الثامن والعشرين من أكتوبر عام 1278م، وفي عام 1307م تم توحيد المستوطنتين، أي (Cölln) وبرلين، لِينتج عنها مدينة واحدة.
وعقب الاضطرابات التي حدثت في عام 1451م، أعلن عضو المجلس الانتخابي الأمير فريدريش الثاني أن برلين ستكون مقراً لإقامته الرسمية. عانت برلين ولأكثر من مرة من اندلاع النيران والطاعون والحروب، ولم يكن مقدراً لها أن تنعم بالرخاء والاستقرار إلا تحت حكم فريدريش فيلهلم (Friedrich Wilhelm) (1640 – 1683م). إذ تم في عهده تحصين برلين وبناء أولى المباني الفخمة فيها. ويمكن للمرء تكوين فكرة جيدة عن ذلك من خلال السير على طول جادة أونتر دن ليندن (Unter den Linden) وتعني (تحت الزيزفون)، وهي إحدى الجادات الرئيسية في وسط برلين.

### برلين مقر الإقامة الملكية

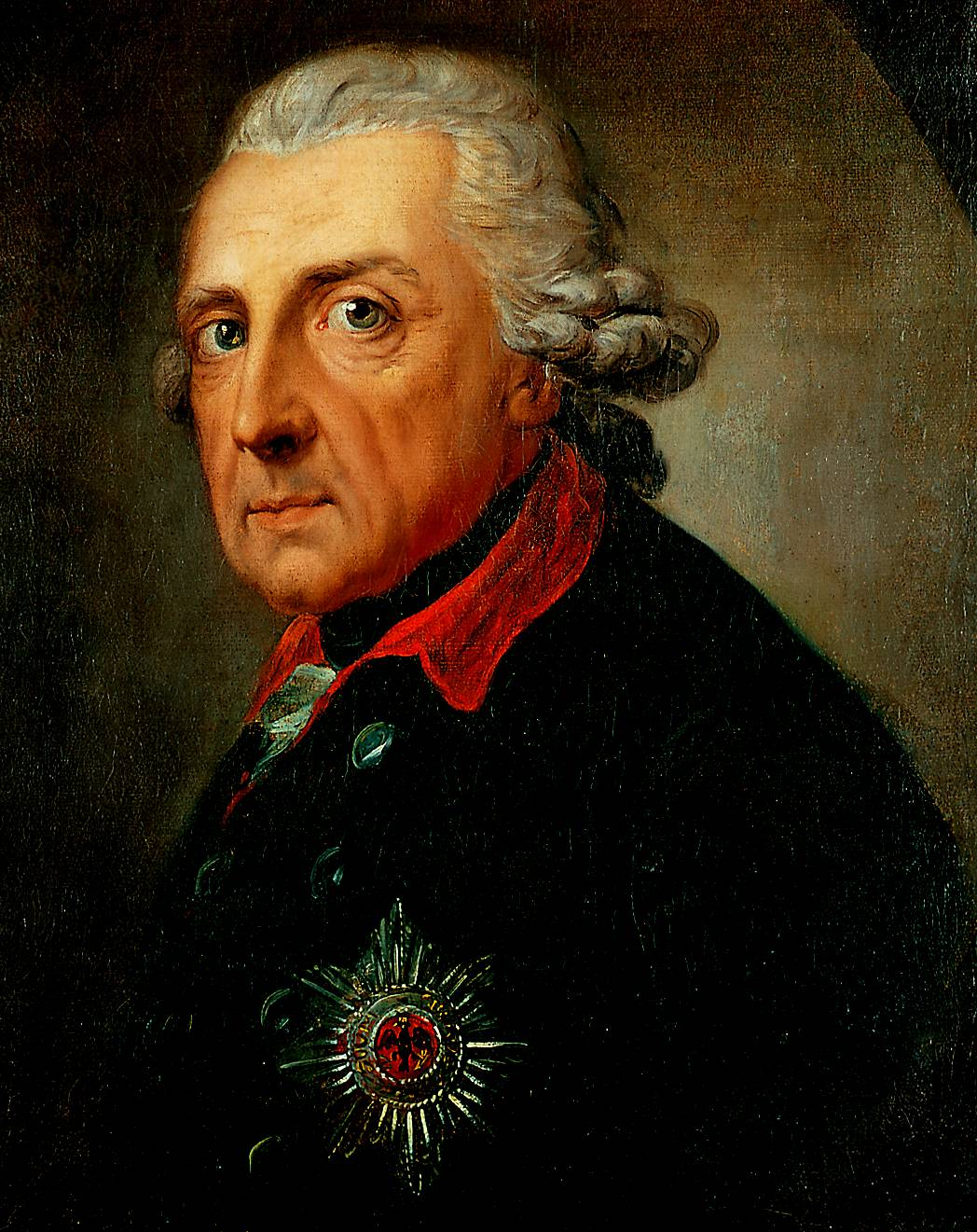
الملك فريدريش الثاني

في عام 1701م، وعقب تتويج عضو المجلس الانتخابي الأمير فريدريش الثالث بصفته الملك فريدريش الأول لبروسيا، تم تخفيف الحالة التي كانت عليها مدينة برلين، وقد أصبحت مقراً للإقامة الملكية وعاصمة للدولة، وشهدت خلال هذه الفترة بناء العديد من المباني الفخمة.
وقد تطورت برلين لتصبح أكبر مدينة صناعية في بروسيا وخاصة في الفترة الواقعة بين الأعوام 1740 - 1786م وإبان حكم كل من الملك فريدريش فيلهلم الأول (Friedrich Wilhelm I) (الملقب بـ الملك المحارب) ووريثه فريدريش الثاني (الملقب بـ فريدريش العظيم).
وفي الأعوام 1806 إلى 1808م، قامت قوات نابليون باحتلال مدينة برلين عقب معركة الأمم في ليبزغ عام 1814م، وقد شهدت تلك الحقبة إعادة كوادريغا (Quadriga)، وهي العربة ذات الخيول الأربعة والتي كان نابليون قد أزالها، إلى مكانها على قمة بوابة براندنبورغ (Brandenburg). على مدار العقود التالية، قام (Schinkel) بتشييد عدد من المباني الكلاسيكية، في حين قام (Lenné) بإنشاء مساحات تنزه واسعة.

### عاصمة الإمبراطورية الألمانية
بلغ تعداد سكان برلين 800.000 نسمة إبان تأسيس الإمبراطورية الألمانية في عام 1871م. وبعد تتويج فيلهلم الأول (Wilhelm I) في بروسيا (1861 – 1888م) إمبراطوراً على ألمانيا، أصبحت برلين عاصمة الإمبراطورية الألمانية الجديدة. وبحلول عام 1895م وصل تعداد سكان المدينة إلى ما يزيد عن 1.5 مليون نسمة. وعقب هزيمة ألمانيا في الحرب العالمية الأولى، أرسل آخر إمبراطور لألمانيا، وهو فيلهلم الثاني (Wilhelm II) (1888 – 1918)، إلى المنفى.
تسببت الهزيمة الثقيلة التي منيت بها ألمانيا في الحرب العالمية الأولى في اندلاع أزمة خطيرة لكل من ألمانيا وبرلين، كما نتج عنها تأسيس أول جمهورية ألمانية. وعلى الرغم من الصعوبات الاقتصادية والاضطرابات التي شهدتها ألمانيا في حقبة العشرينات، ازدهرت برلين على جميع الأصعدة وأصبحت عاصمة للثقافة في أوروبا. وعندما تقلّد أدولف هتلر منصب المستشار الألماني في عام 1933م، شهدت برلين حملة من الاعتقالات لليهود والشيوعيين والمثليين جنسياً والمعارضين السياسيين وغيرهم، وبذلك فإن أسوأ الفصول في تاريخ برلين تكون قد بدأت.
ومع إدراك القليل بأوهام العظمة التي انتابت هتلر آنذاك، انطلقت فعاليات الألعاب الأولمبية الصيفية في برلين في عام 1936م. وعندما بدأت الحرب العالمية الثانية في الأول من سبتمبر 1939م، ازداد عدد سكان برلين إلى 4.5 مليون نسمة. وقد تسبب القصف بالقنابل الذي شهدته برلين في عام 1943م والذي أدى إلى سقوطها في يد الحلفاء في الثامن من مايو 1945م، إلى تدمير ما لا يقل عن ثلث المباني والمعالم التاريخية للمدينة.

### إعادة البناء والتقسيم

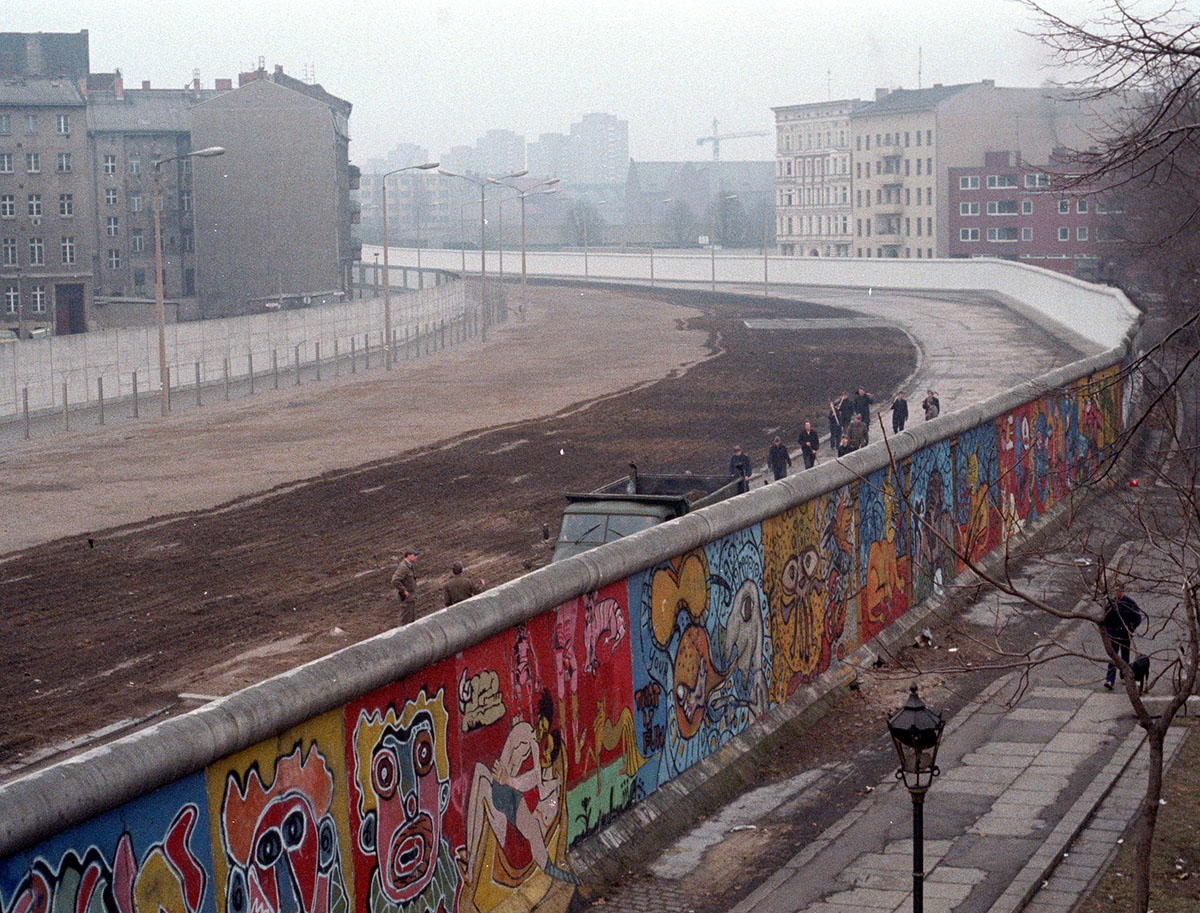
جدار برلين

بعد انتهاء الحرب العالمية الثانية، قسمت برلين إلى أربعة قطاعات. وقع القطاع الشرقي من المدينة تحت سيطرة السوفييت، بينما خضع القطاع الجنوبي الغربي للمدينة تحت سيطرة الأمريكيين، في حين سيطرت بريطانيا على الجزء الغربي وفرنسا على الجزء الشمالي الغربي للمدينة.
وعندما تأسست الجمهورية الألمانية الديمقراطية في السابع من أكتوبر عام 1949م، أصبحت برلين الشرقية عاصمة لجمهورية ألمانيا الديمقراطية، وقامت الحكومة في حينها بنقل موقعها إلى النصف الشرقي للمدينة.
وفي الثالث عشر من أغسطس عام 1961م، قررت الجمهورية الألمانية الديمقراطية بتشييد سور حول المدينة لمنع المقيمين في المناطق الخاضعة لها من الانتقال إلى المناطق الألمانية الأخرى، وقد أطلق على ذلك السور تسمية «جدار برلين». ومنذ ذلك الحين، أصبح مستحيلاً على المقيمين في برلين الشرقية زيارة أقربائهم أو أصدقائهم القاطنين في ألمانيا الغربية. تعالت في حينها الكثير من الأصوات المناهضة لإنشاء الجدار. وبعد زيارة قام بها الرئيس الأمريكي جون كيندي لبرلين في عام 1963م، سمحت حكومة ألمانيا الديمقراطية بإدخال برنامج محدود لمنح الإذن بالسفر، وباتت منطقة الانتظار الفسيحة في محطة القطار الرئيسية في شارع فردريش (Friedrichstraße) والتي تعرف باسم «قصر الدموع» (Tränenpalast).

### انهيار جدار برلين وعملية إعادة التوحيد

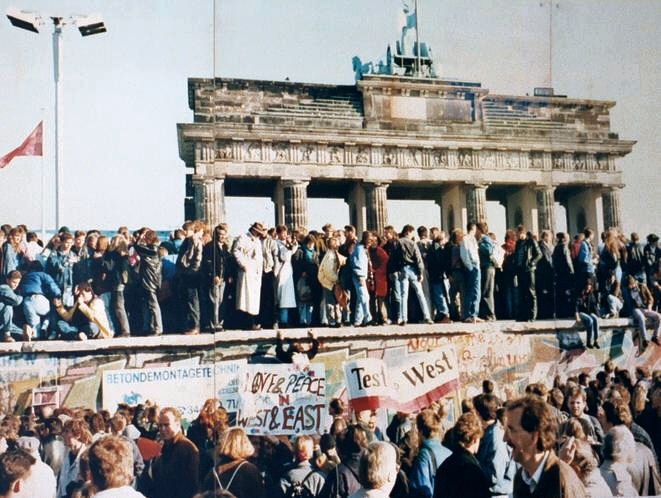
جدار برلين أمام بوابة براندنبورغ قبل فترة وجيزة من سقوطه في عام 1989

في ليلة التاسع من نوفمبر عام 1989م، تم هدم جدار برلين على نحو غير متوقع بعد عدة أشهر من تسلل مواطني الجمهورية الألمانية الديمقراطية إلى الغرب عبر المجر والاتحاد السوفييتي. احتفلت برلين وباقي المدن الألمانية بهذا الحدث، ومنذ تلك اللحظة أصبح بإمكان مواطني ما كانت تعرف بالجمهورية الألمانية الديمقراطية السفر من جديد.
عقب التوحيد الرسمي لألمانيا في الثالث من أكتوبر 1990م، اختيرت برلين لتكون عاصمة جمهورية ألمانيا الإتحادية. ومنذ سنة 1999م، أصبحت برلين من جديد مقراً للحكومة الفيدرالية ومركز السياسة الألمانية. وقد قام البرلمان، اعتباراً من التاسع عشر من أبريل 1999م، بعقد اجتماعاته في مبنى الرايخستاغ (Reichstag) القديم والذي قام بتصميمه المهندس نورمان فوستر، وأصبحت القبة الزجاجية التي ابتكرها إحدى أهم معالم الجذب السياحي للمدينة.
في 2005 انتخبت أنغيلا ميركل كأول امرأة مستشارة في ألمانيا.

## علم أصول الكلمات
أصل اسم برلين غير مؤكد. ويجوز لها جذور في اللغة السلافية الغربية سكان المنطقة من برلين اليوم، ويمكن أن تكون ذات صلة القديم لغة بولابية الجذعية berl- / birl- («مستنقع»). تأثيل شعبي يربط الاسم إلى الكلمة الألمانية للتحمل، بار. كما يظهر دب في معطف من الأسلحة في برلين.  

## الجغرافيا
تقع برلين إلى الشرق من ألمانيا في وسط أوروبا على بعد حوالي 70 كم غربي الحدود مع بولندا. حيث تقع على الخط العرضي الـ 52 درجة والخط الطولي الـ 13 درجة، بين سهول بارنيم وتيلتوف. نهر شبريه (بالألمانية: Spree) يخترق وسط المدينة التاريخي، وفي غرب برلين يصب في نهر الهافل، الذي بدوره يُشكل بحيرة تيغيل وبحيرة الفان الكبيرة. ولاية براندنبورغ تحيط ببرلين من كل الجهات. أعلى مرتفعات المدينة تصل إلى 115 متر فوق سطح البحر.

### التضاريس

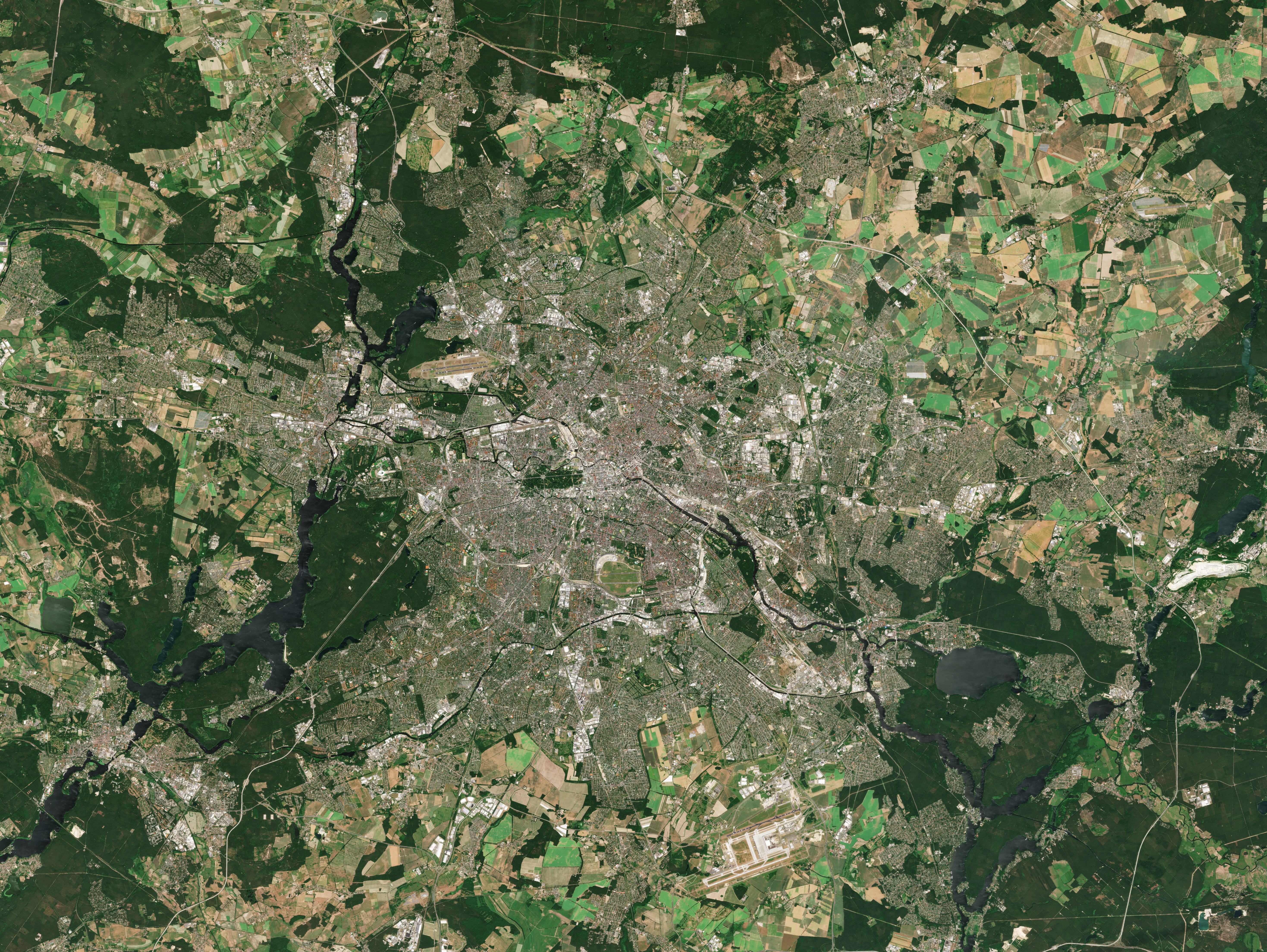
صورة لبرلين عبر الأقمار الصناعية

تشكّل وادي برلين - وارسو أورسترومتال (بالألمانية: Berlin–Warschau Urstromtal) من الماء المتدفق نتيجة ذوبان الصفائح الجليدية في نهاية العصر الجليدي. وفي يومنا هذا، يتدفق نهر السبري (بالألمانية: Spree) في هذا الوادي. في منطقة شباندو (بالألمانية: Spandau) يلاقي نهر الشبريه (بالألمانية: Spree) نهر هافل (بالألمانية: Havel)، الذي يتدفق من الشمال إلى الجنوب في الجهة الغربية لبرلين؛ حيث يمر هافل بالعديد من البحيرات أكبرها التيغيلرتسي (بالألمانية: Tegeler See) والغروسر فانسي (بالألمانية: Großer Wannsee). كما تغذي سلسلة من البحيرات التي تمر عبر بحيرة غروسر موغلتسي (بالألمانية: Großer Müggelsee) في شرق برلين القسم العلوي من نهر الشبريه (بالألمانية: Spree).
تمتد أجزاء كبيرة من برلين اليوم على الهضبة المنخفضة على طرفي وادي الشبريه (Spree Valley). أعلى المرتفعات في برلين هي توفلسبرغ (بالألمانية: Teufelsberg) والموغلبيرغ (بالألمانية: Müggelberge)، يبلغ ارتفاع كل من التلتين حوالي 115 متراً. الحقيقة أن توفلسبرغ (بالألمانية: Teufelsberg) هي تلة اصطناعية مشكلة من الأنقاض التي خلفتها الحرب العالمية الثانية.

### المناخ
وفقاً لتصنيف كوبن للمناخ (بالألمانية: Köppen)، تعد برلين من المناطق ذات الحرارة المعتدلة. يكون الصيف دافئاً وتتراوح خلالها درجات الحرارة العليا من 22 - 25 درجة مئوية والدنيا تصل إلى 12 - 14 درجة مئوية. أما فصل الشتاء فيكون بارداً بدرجات حرارة عليا تصل إلى 4 درجة مئوية والدنيا تصل إلى - 2 درجة مئوية. يكون الجو عموماً في فصلي الربيع والخريف بين البارد والمعتدل، كما تكون درجات الحرارة في مناطق العمران أعلى بحوالي 4 درجة مئوية مما هي عليه في المناطق المحيطة نتيجة الحرارة المخزنة في الأبنية.
تبلغ معدلات الهطول السنوية للأمطار 570 ملم عل شكل هطول معتدل خلال السنة، بينما يحدث هطول خفيف للثلج بشكل رئيسي من شهر كانون الثاني/ يناير إلى آذار/ مارس، لكن الغطاء الثلجي لا يبقى عادة لوقت طويل.
| البيانات المناخية لـبرلين (1991-2020) | البيانات المناخية لـبرلين (1991-2020) | البيانات المناخية لـبرلين (1991-2020) | البيانات المناخية لـبرلين (1991-2020) | البيانات المناخية لـبرلين (1991-2020) | البيانات المناخية لـبرلين (1991-2020) | البيانات المناخية لـبرلين (1991-2020) | البيانات المناخية لـبرلين (1991-2020) | البيانات المناخية لـبرلين (1991-2020) | البيانات المناخية لـبرلين (1991-2020) | البيانات المناخية لـبرلين (1991-2020) | البيانات المناخية لـبرلين (1991-2020) | البيانات المناخية لـبرلين (1991-2020) | البيانات المناخية لـبرلين (1991-2020) |
| الشهر                                 | يناير                                 | فبراير                                | مارس                                  | أبريل                                 | مايو                                  | يونيو                                 | يوليو                                 | أغسطس                                 | سبتمبر                                | أكتوبر                                | نوفمبر                                | ديسمبر                                | المعدل السنوي                         |
| ------------------------------------- | ------------------------------------- | ------------------------------------- | ------------------------------------- | ------------------------------------- | ------------------------------------- | ------------------------------------- | ------------------------------------- | ------------------------------------- | ------------------------------------- | ------------------------------------- | ------------------------------------- | ------------------------------------- | ------------------------------------- |
| الدرجة القصوى °م (°ف)                 | 15.5 (59.9)                           | 18.7 (65.7)                           | 24.8 (76.6)                           | 31.3 (88.3)                           | 32.6 (90.7)                           | 38.5 (101.3)                          | 38.1 (100.6)                          | 38.0 (100.4)                          | 32.7 (90.9)                           | 28.1 (82.6)                           | 21.0 (69.8)                           | 16.0 (60.8)                           | 38.5 (101.3)                          |
| متوسط درجة الحرارة الكبرى °م (°ف)     | 3.6 (38.5)                            | 5.1 (41.2)                            | 9.0 (48.2)                            | 15.1 (59.2)                           | 19.6 (67.3)                           | 23.1 (73.6)                           | 25.2 (77.4)                           | 24.9 (76.8)                           | 19.9 (67.8)                           | 14.0 (57.2)                           | 8.0 (46.4)                            | 4.4 (39.9)                            | 14.3 (57.7)                           |
| المتوسط اليومي °م (°ف)                | 1.2 (34.2)                            | 2.1 (35.8)                            | 5.2 (41.4)                            | 10.3 (50.5)                           | 14.7 (58.5)                           | 18.0 (64.4)                           | 20.2 (68.4)                           | 19.7 (67.5)                           | 15.2 (59.4)                           | 10.2 (50.4)                           | 5.4 (41.7)                            | 2.3 (36.1)                            | 10.4 (50.7)                           |
| متوسط درجة الحرارة الصغرى °م (°ف)     | −1.4 (29.5)                           | −0.8 (30.6)                           | 1.4 (34.5)                            | 5.2 (41.4)                            | 9.3 (48.7)                            | 12.8 (55.0)                           | 15.1 (59.2)                           | 14.7 (58.5)                           | 10.9 (51.6)                           | 6.6 (43.9)                            | 2.7 (36.9)                            | −0.1 (31.8)                           | 6.4 (43.5)                            |
| أدنى درجة حرارة °م (°ف)               | −20.7 (−5.3)                          | −22.5 (−8.5)                          | −14.4 (6.1)                           | −8.1 (17.4)                           | −1.6 (29.1)                           | 3.0 (37.4)                            | 6.9 (44.4)                            | 6.4 (43.5)                            | 1.8 (35.2)                            | −4.9 (23.2)                           | −16.0 (3.2)                           | −20.5 (−4.9)                          | −22.5 (−8.5)                          |
| الهطول مم (إنش)                       | 48.0 (1.89)                           | 36.0 (1.42)                           | 40.0 (1.57)                           | 29.0 (1.14)                           | 51.0 (2.01)                           | 58.0 (2.28)                           | 72.0 (2.83)                           | 58.0 (2.28)                           | 47.0 (1.85)                           | 44.0 (1.73)                           | 42.0 (1.65)                           | 44.0 (1.73)                           | 569.0 (22.40)                         |
| المصدر: wetterlabs.de: Berlin         |                                       |                                       |                                       |                                       |                                       |                                       |                                       |                                       |                                       |                                       |                                       |                                       |                                       |

### التقسيمات الإدارية في برلين
تتكون برلين من 12 منطقة ويوجد فيها 97 رمزاً بريدياً (2020).

خارطة تبين حدود المناطق الاثنا عشر في برلين

| الرقم | الحي                       | عدد السكان | المساحة في كلم مربع |
| ----- | -------------------------- | ---------- | ------------------- |
| 1     | شارلوتن بورغ - فيلمرز دورف | 302.245    | 64,72               |
| 2     | فريدرشس هاين - كرويتزبِرغ   | 263.501    | 20,16               |
| 3     | ليشتنبِرغ                   | 262.338    | 52,29               |
| 4     | مارتسان                    | 250.939    | 61,74               |
| 5     | مِتّه (وسط المدينة)          | 337.235    | 39,47               |
| 6     | نويكولن                    | 311.926    | 44,93               |
| 7     | بانكو                      | 370.897    | 103,01              |
| 8     | راينكن دورف                | 246.168    | 89,46               |
| 9     | شبانداو                    | 222.248    | 91,91               |
| 10    | شتيغلتز- تسلِن دورف         | 284.495    | 102,50              |
| 11    | تيمبلهوف- شونابِرغ          | 323.913    | 53,09               |
| 12    | تريبتو - كوبينك            | 243.718    | 168,42              |
|       | الإجمالي                   | 3.419.623  | 891,85              |

## السكان

عدد سكان برلين (1880-2016)

بلغ عدد سكان برلين 3,664,088 وفقاً لإحصائيات عام 2020.
برلين هي من أكثر المدن المتعددة الثقافات حيث أن حاملين الجوازات الأجنبية هم أكثر من 780,000 نسمة من 3.6 مليون نسمة مواطنة. ويوجد مقيمين منذ فترات طويلة من أكثر من 190 دولة (2020).
منطقة برلين / براندنبورغ الحضرية (Metropolregion Berlin-Brandenburg) أو منطقة العاصمة هي واحدة من إحدى عشر منطقة حضرية في ألمانيا، تتكون من كامل أراضي مدينة مدينة برلين والدولة المحيطة براندنبورغ. المنطقة تغطي مساحة 30,370 كيلومتر مربع (11,730 ميل2) يبلغ مجموع سكانها حوالي 6 ملايين.

### لغة
قد تأثرت لهجة برلين بالمسيحيين الفرنسيين في القرن السابع عشر فتبنت الكثير من الكلمات من الأصل الفرنسي مثل: "Budike" (حانة أو دكان)، "Boulette" (اللحم)، «ملفوفة» (شرائح اللحم الملفوفة) و"Destille" (حانة). كما أنها تأثرت بالعبرية أيضا عن طريق اليديشية وأخذت منها بعض التعبيرات مثل: "Ganove" المحتال و"Macke" الهوس.

### الديانة

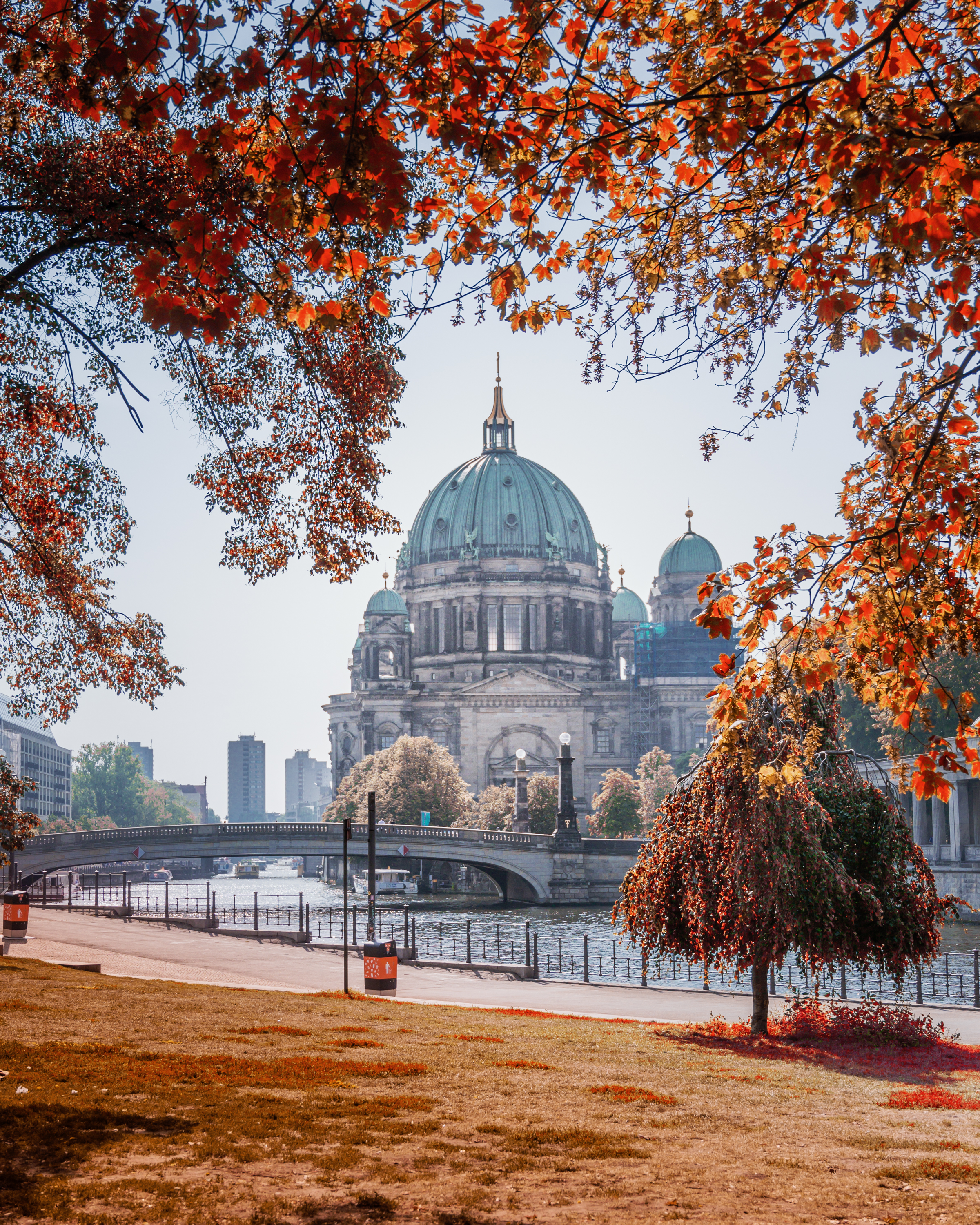
كاتدرائية برلين

في برلين يتواجد نسبه كبيرة جدا من الأشخاص الذين لا يتبعون ديانة معينة، وتبلغ نسبتهم الـ 60% من إجمالي سكان المدينة، واما ما تبقى فينقسم إلى:
30.5 % مسيحية تقسم إلى بروتستانت و18.7% مسيحيون كاثوليك 9.1% ومسيحيون من الطوائف الأخرى كشهود يهود والأرثوذكس 2.7 %، ومسلمون الغالبية العظمى منهم يتبعون المذهب السني مع وجود أقلية شيعية %8.1 وبقيه الديانات كالهندوسية واليهودية والبوذية %1.
مسجد برلين يقع في عاصمة ألمانيا برلين، بني بين 1923 و 1925.
كاتدرائية برلين (Berliner Dom) هي الكنيسة الرئيسية البروتستانتية في برلين التاريخية وتقع على جزيرة المتاحف في برلين ميته. فيه سرداب كبير يضم بعض البقايا القديمة من إحدى العائلات الملكية البروسية.
. أما كاتدرائية القديس هيدفيغ (بالألمانية: St.-Hedwigs-Kathedrale) فهي الكاتدرائية الرومانية الكاثوليكية في برلين.

## الإدارة

### دولة مدينة

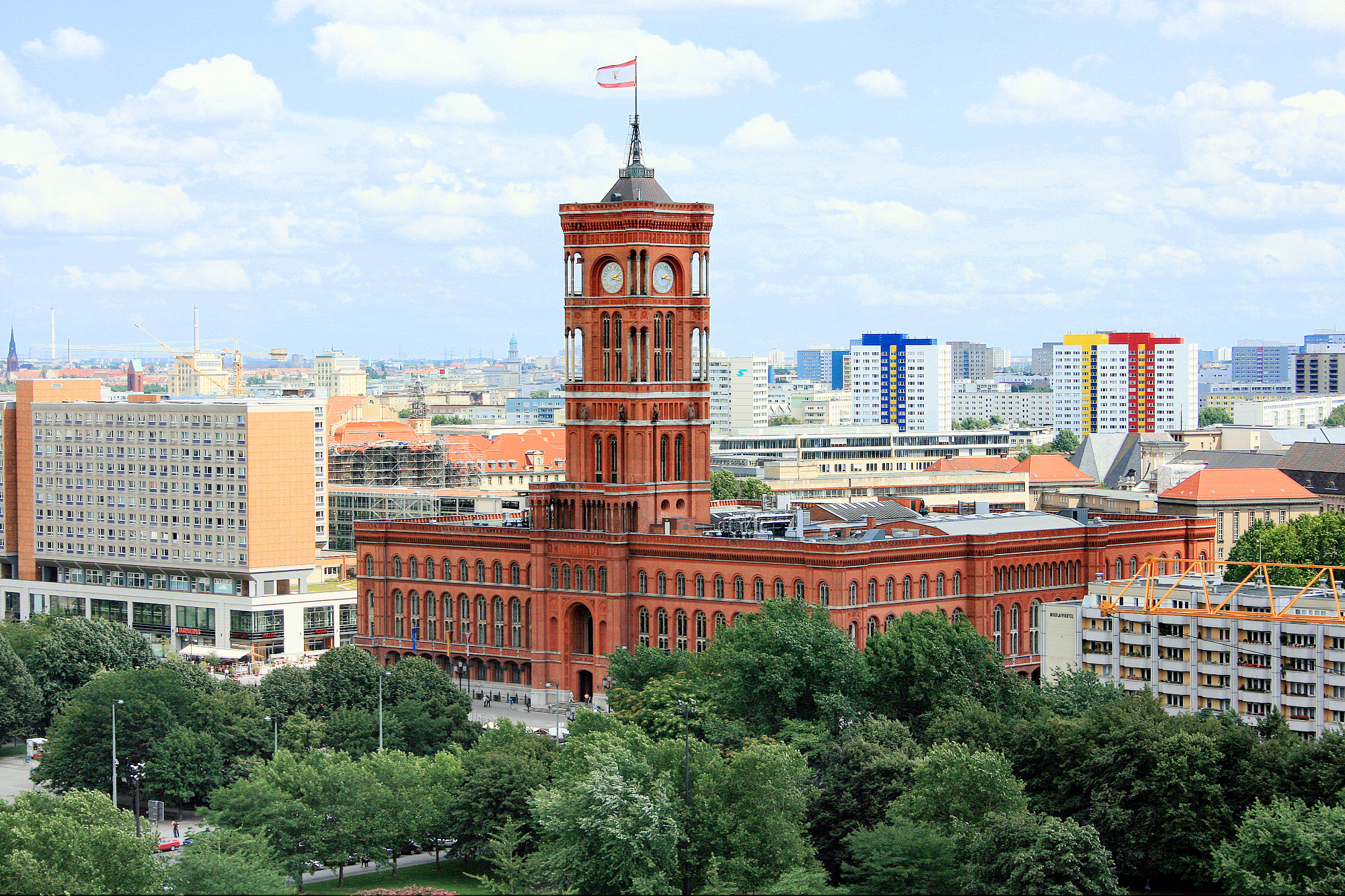
روتس راتوس، مقر مجلس الشيوخ في برلين

منذ إعادة توحيد ألمانيا في 3 أكتوبر 1990، كانت برلين واحدة من ثلاث دول مدينة (مع هامبورغ وبريمن) من بين الولايات الألمانية الـ 16. المدينة وبرلمان الولاية هو مجلس النواب (Abgeordnetenhaus)، ب141 مقعدًا. الهيئة التنفيذية في برلين هي مجلس الشيوخ في برلين (سينات فون برلين). يتكون مجلس الشيوخ من العمدة الحاكم (Regierender Bürgermeister) وما يصل إلى ثمانية من أعضاء مجلس الشيوخ الذين يشغلون مناصب وزارية (واحد يحمل اللقب الرسمي «العمدة» (Bürgermeister) كنائب لرئيس البلدية الحاكم).
روتس راتوس هي قاعة مدينة برلين، وتقع في حي مته في Rathausstraße بالقرب من ميدان ألكسندر. وهي موطن العمدة الحاكم والحكومة (مجلس الشيوخ في برلين) لولاية برلين الفيدرالية. يعود اسم المبنى التاريخي إلى تصميم الواجهة باستخدام الطوب الكلنكر الأحمر.
تجاوز إجمالي ميزانية الدولة السنوية لبرلين في عام 2007 20.5 يورو (28.7 دولارًا) مليار دولار، والتي تضمنت فائضا في الميزانية قدره 80 مليون يورو (أول فائض في تاريخ الدولة-المدينة). بسبب النفقات المتعلقة بإعادة التوحيد بشكل أساسي، تراكمت على برلين -كدولة ألماني- ديون أكثر من أي مدينة أخرى في ألمانيا (ما يقدر بـ 60 مليار يورو في ديسمبر 2007).

### العاصمة
برلين هي عاصمة جمهورية ألمانيا الاتحادي. رئيس ألمانيا، الذي تكون وظائفه رمزية بشكل رئيسي بموجب الدستور الألماني، مقر إقامته الرسمي في قصر بيليفو. برلين هي مقر السلطة التنفيذية الألمانية، وتقع فيه المستشارية، Bundeskanzleramt.
يواجه المستشارية البوندستاغ، البرلمان الألماني، الذي يقع في مبنى الرايخستاغ الذي تم تجديده منذ عودة الحكومة إلى برلين في عام 1998. البوندسرات ("المجلس، الذي يؤدي وظيفة مجلس أعلى) هو تمثيل الولايات الاتحادية (Bundesländer) في ألمانيا ومقره في مجلس اللوردات السابق.
تم الانتهاء من نقل الحكومة الفيدرالية والبوندستاغ إلى برلين في عام 1999، ولكن مع بعض الوزارات وكذلك بعض الإدارات الصغيرة التي تم الاحتفاظ بها في المدينة الفيدرالية بون، العاصمة السابقة لألمانيا الغربية. تستمر المناقشات لنقل الفروع المتبقية. وزارات وإدارات الدفاع والعدل وحماية المستهلك والمالية والداخلية والخارجية والشؤون الاقتصادية والطاقة والعمل والشؤون الاجتماعية وشؤون الأسرة وكبار السن والمرأة والشباب والبيئة والحفاظ على الطبيعة والبناء والسلامة النووية والغذاء والزراعة والتعاون الاقتصادي والتنمية والصحة والنقل والبنية التحتية الرقمية والتعليم والبحوث إلى العاصمة.

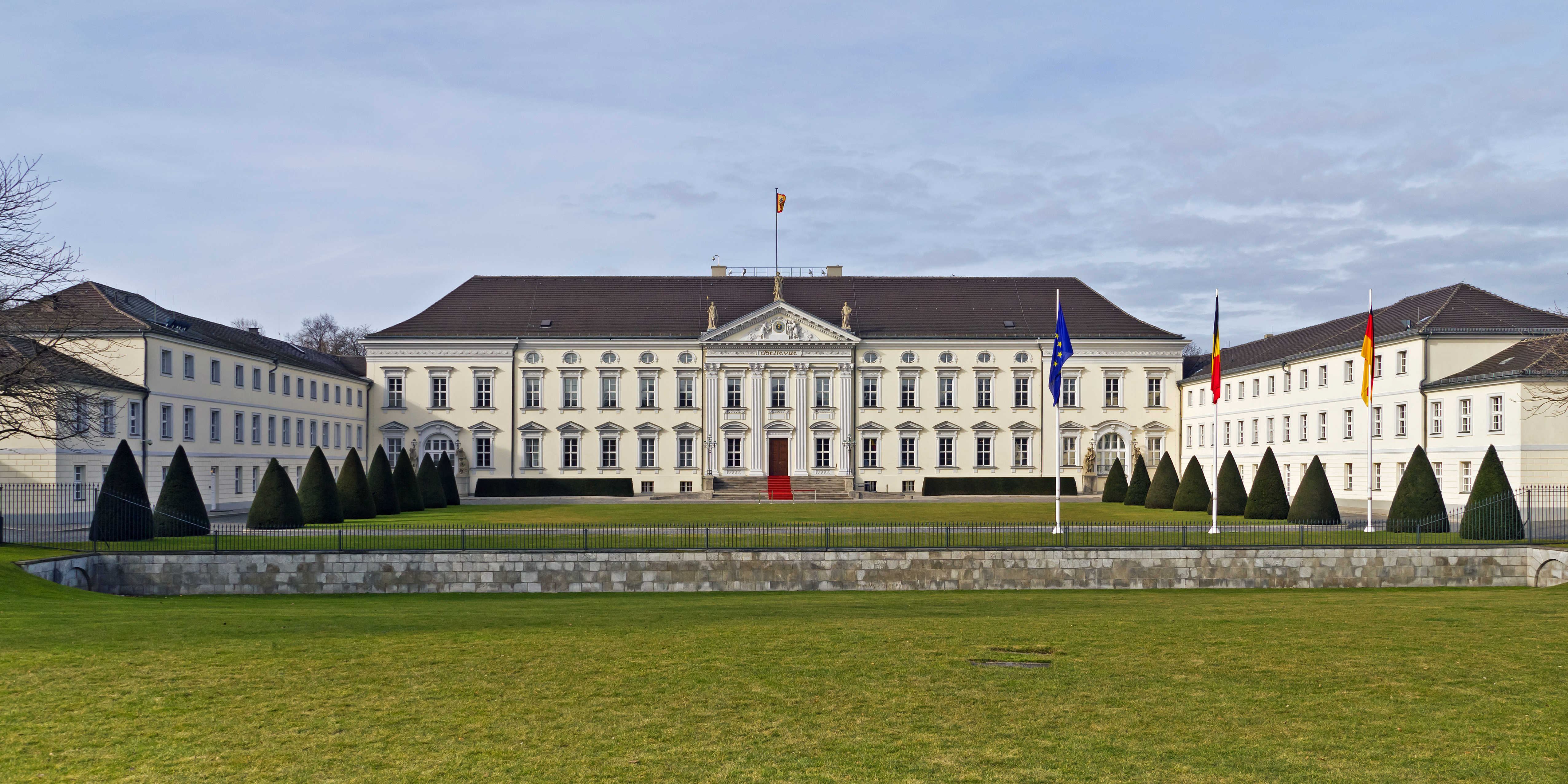
شلوس بلفيو
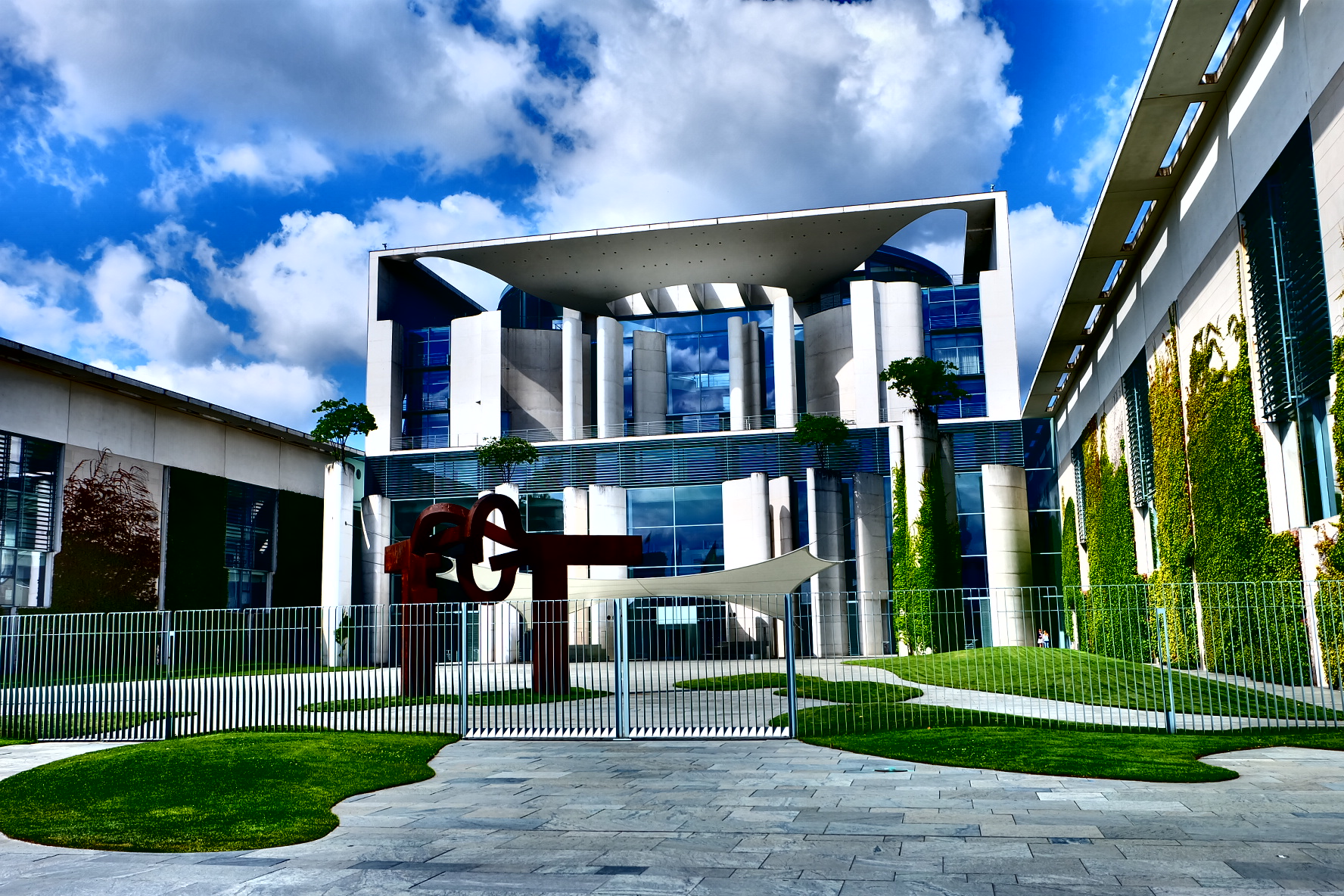
Bundeskanzleramt
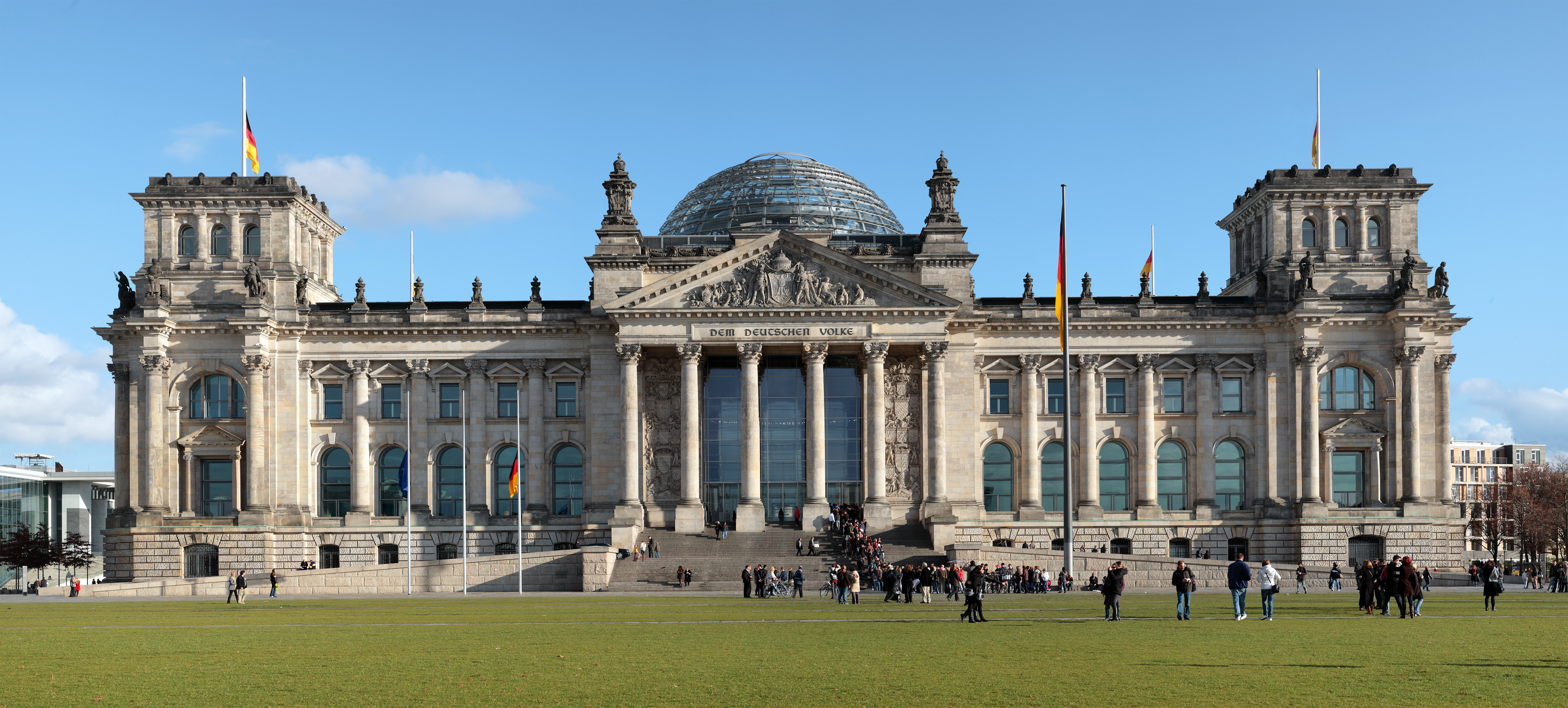
البوندستاغ في برلين.

### شرطة

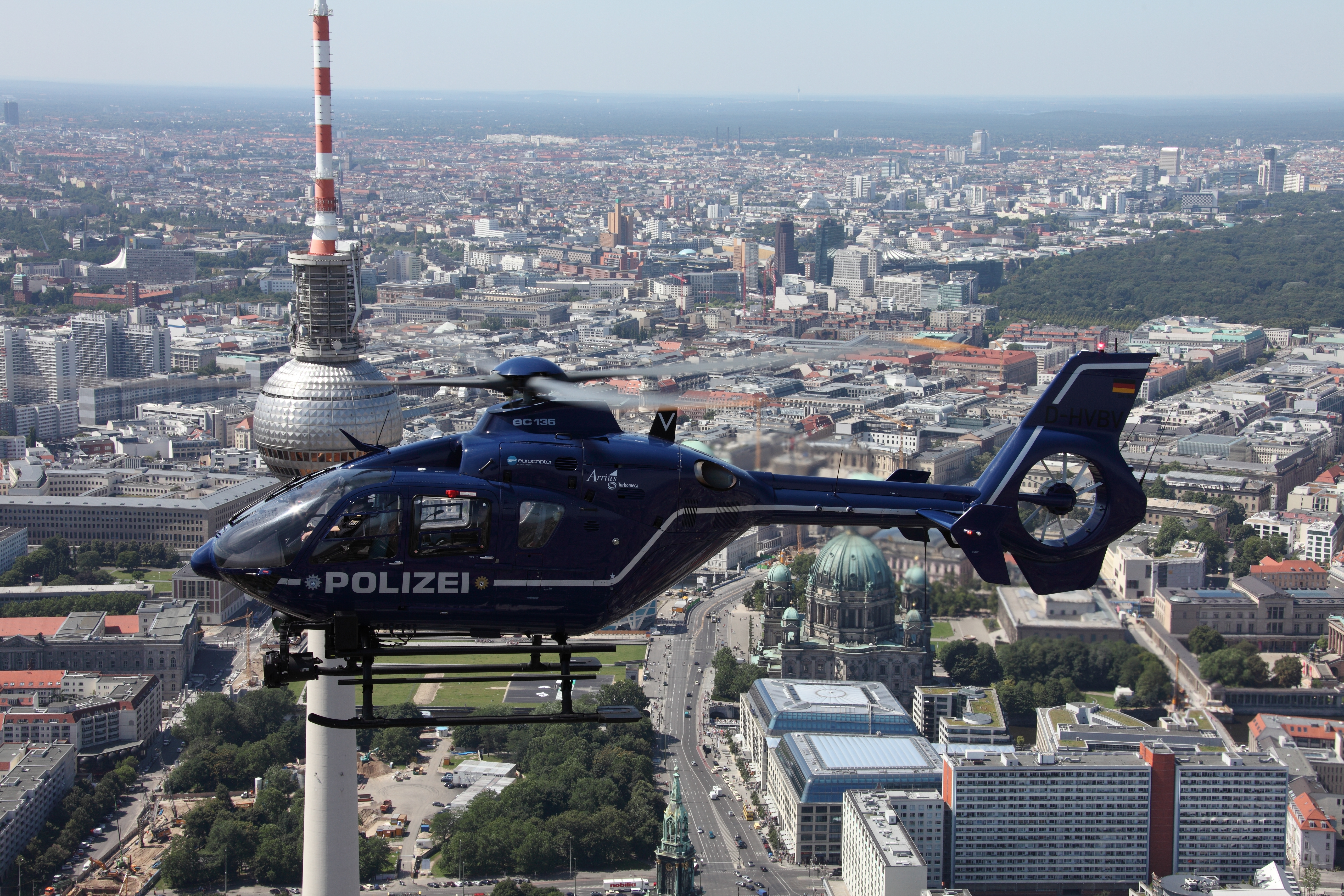
مروحية تابعة للشرطة فوق برلين (2012).

شرطة برلين (Polizei Berlin) هي قوة شرطة الولاية الألمانية لدولة مدينة برلين. إنفاذ القانون في ألمانيا ينقسم بين الوكالات الاتحادية والولاية (الأرض).
يرأس شرطة برلين رئيس الشرطة، باربرا سلويك (2018). نائبه هو نائب رئيس الشرطة مايكل كرومر. ويدعمهم في إدارة القوة مكتب أركان رئيس الشرطة وقادة الشعب المحلية الست وشعبة المهام المركزية وإدارة التحقيقات الجنائية وشعبة الخدمات المركزية.
مكتب الشرطة الجنائية للولاية (LKA): قسم التحقيقات الجنائية هو المسؤول عن التحقيق في أخطر الجرائم (المهام الحصرية لل LKA مثل الجرائم المرتكبة ضد الدستور أو الجريمة المنظمة أو عصابات الشباب أو الجريمة ذات الدوافع السياسية) ويعمل بشكل وثيق مع المجموعات المحلية للمديريات الستة. تشرف LKA على عمليات الشرطة الرامية إلى منع الجرائم الجنائية والتحقيق فيها، وتنسيق التحقيقات المتعلقة بأكثر من ديريكشن.
- 17041 ضابط شرطة يرتدون ملابس مدنية وعادية (2017)
- 2526 من حراس الأمن وضباط السجون والموظفين في المجالات الأخرى ذات الصلة بإنفاذ القانون (2017)
- 2,778 من الموظفين الإداريين، بما في ذلك الإدارة والموظفون الكتابيون والموظفون الفنيون والعلماء من مختلف التخصصات (2017)
- 2,808 المتدربين والمتدربين (2017)
- 2500 سيارة (2017)
- 1.545 مليار يورو الميزانية السنوية (2019)

## الاقتصاد والبنية التحتية
الناتج الإجمالي لبرلين بلغ 163 مليار يورو عام 2021. أكثر من 80% من شركات برلين يعملون في مجال الخدمات والبنوك والتأمين. نسبة البطالة التي تبلغ 8% مرتفعة جداً مقارنة مع مدن الجزء الغربي من ألمانيا.

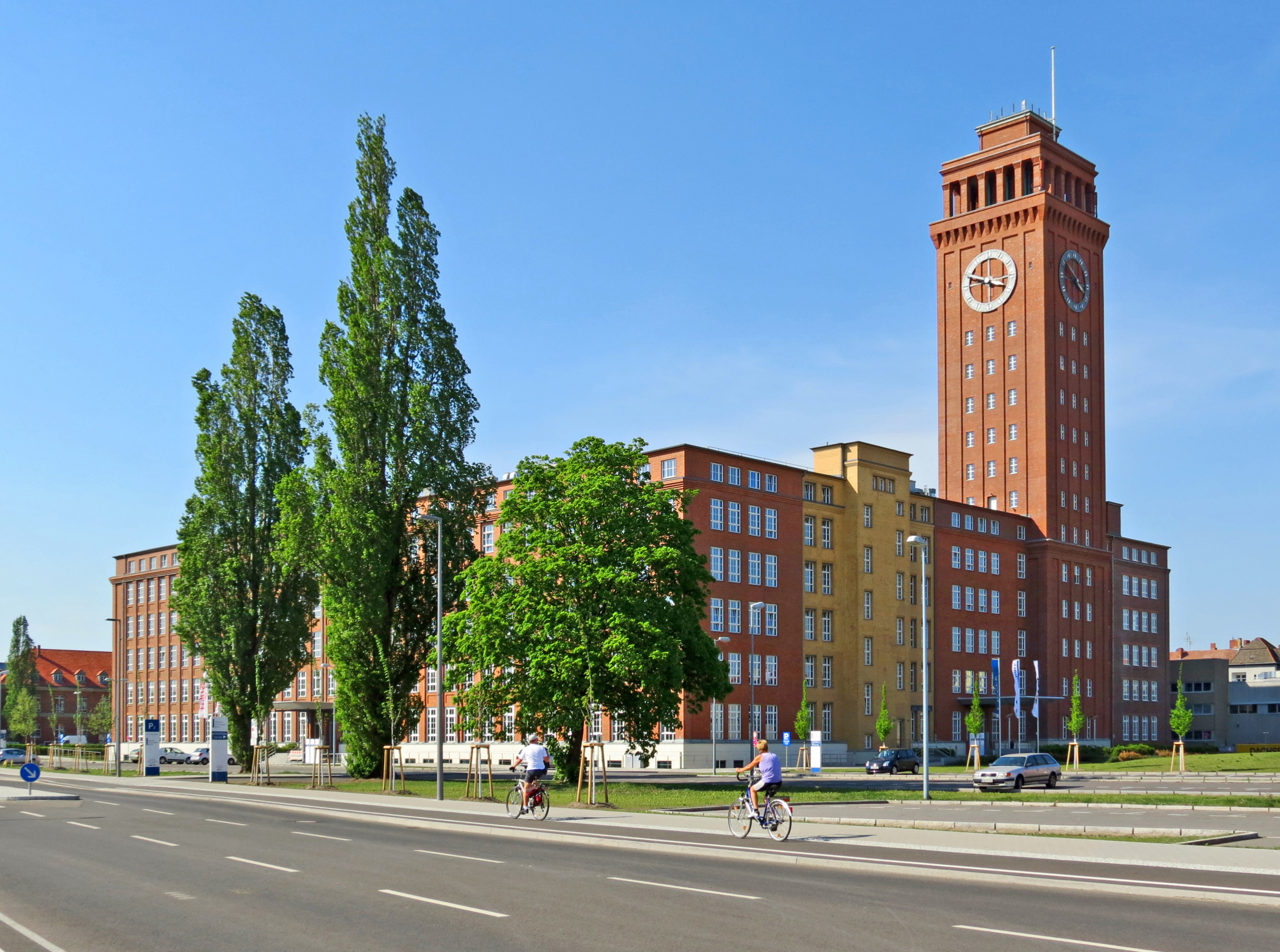
سيمنز
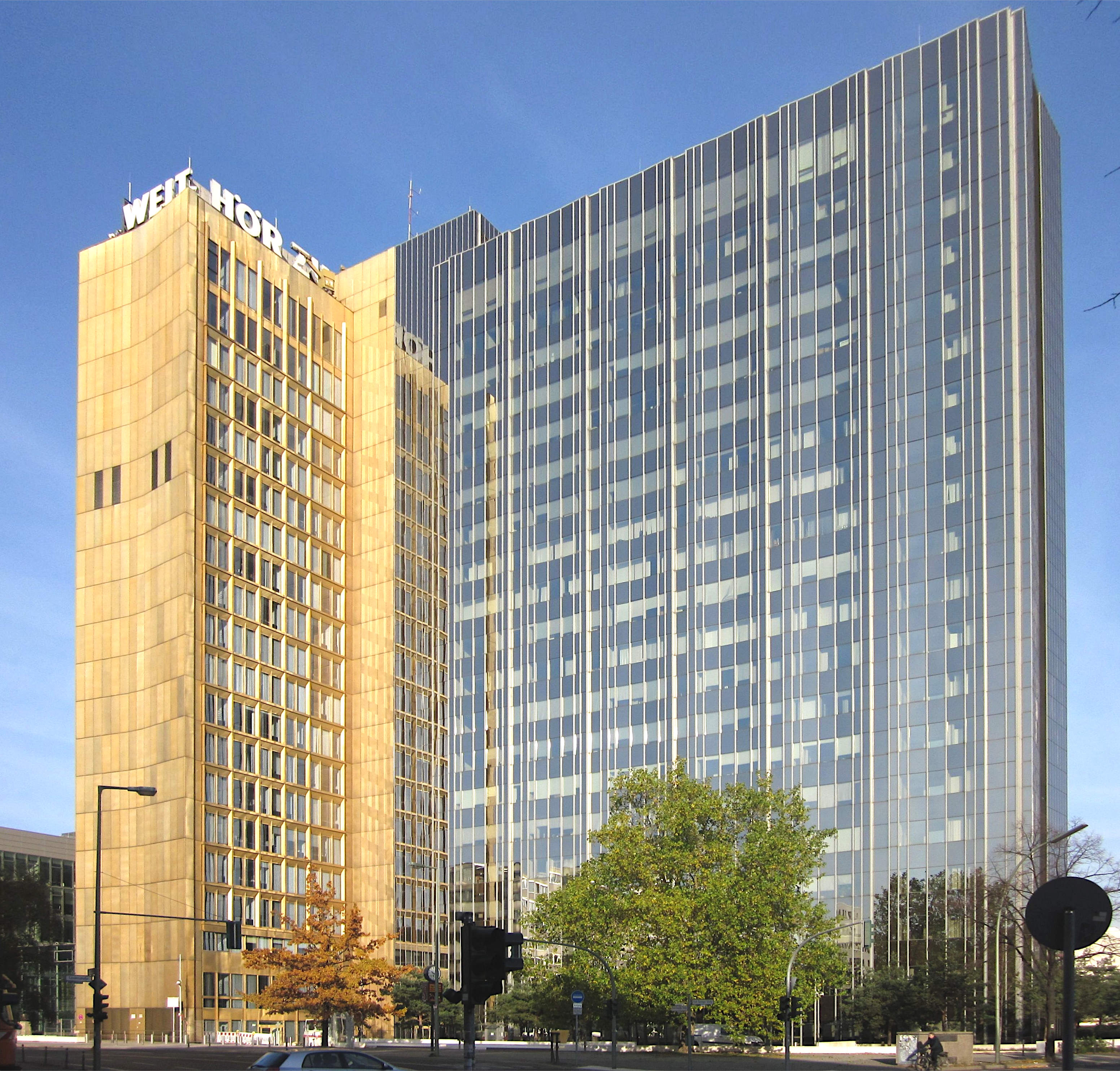
شركة أكسل شبرينقر
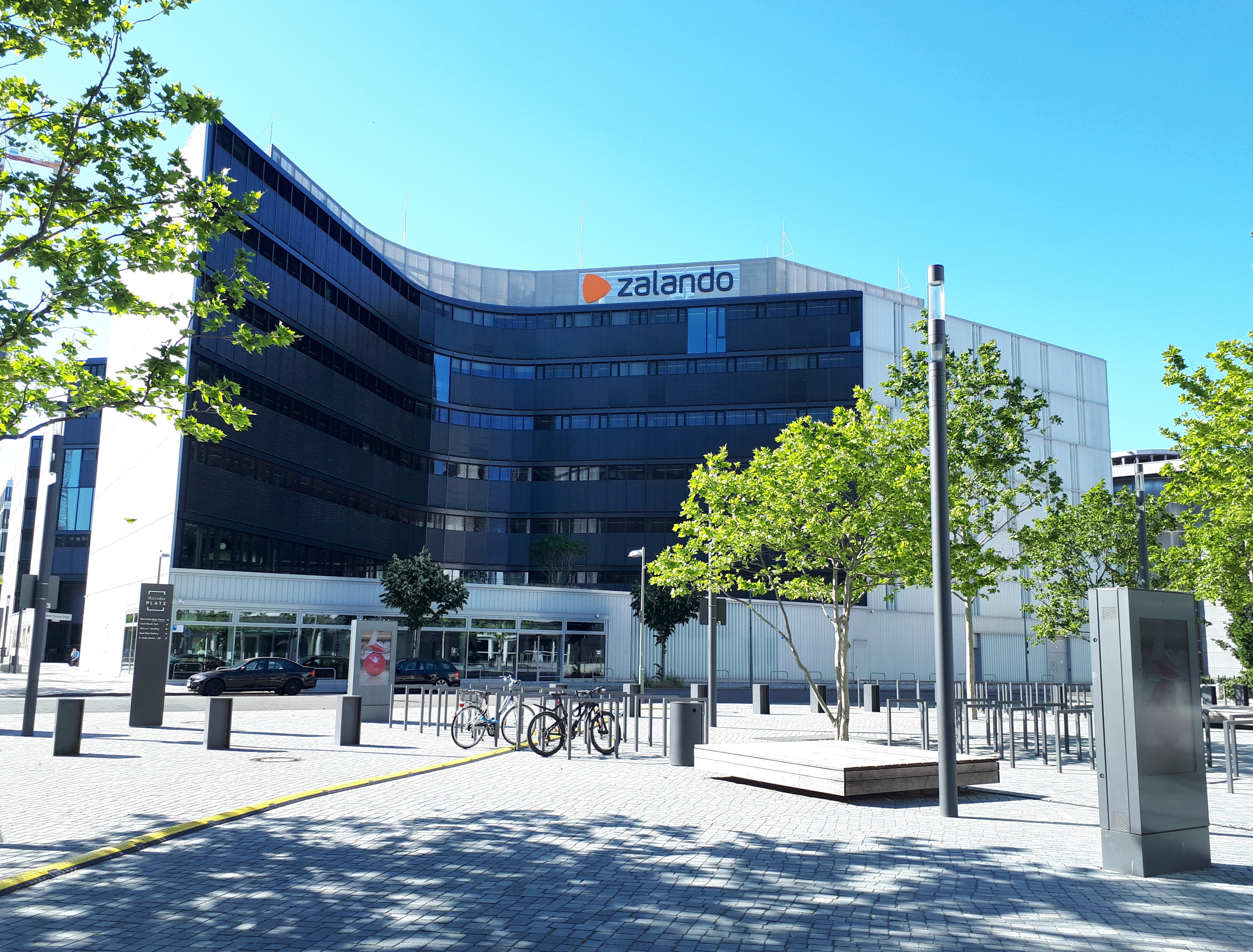
Zalando
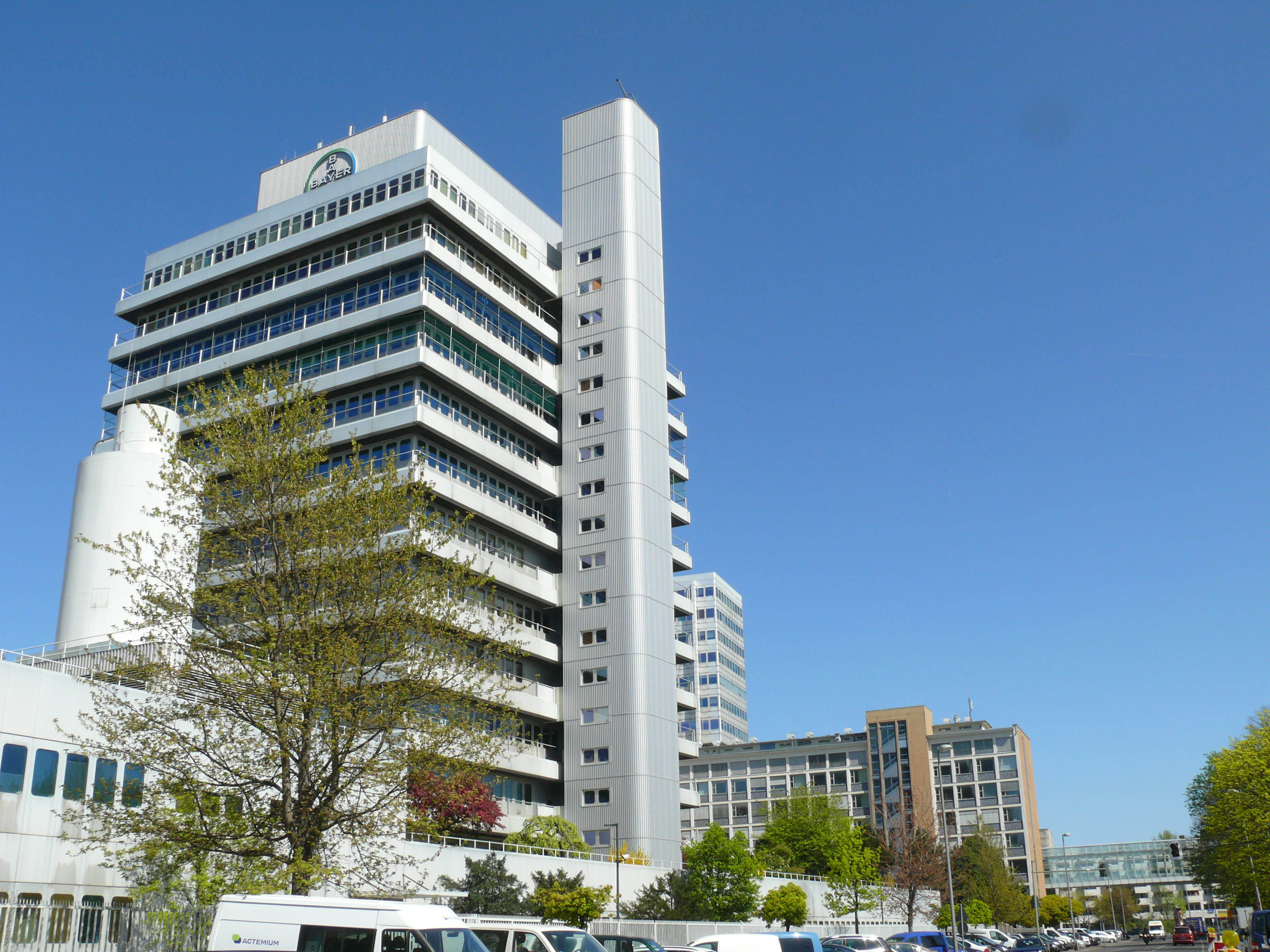
باير هيلث كير فارماسيوتيكالس
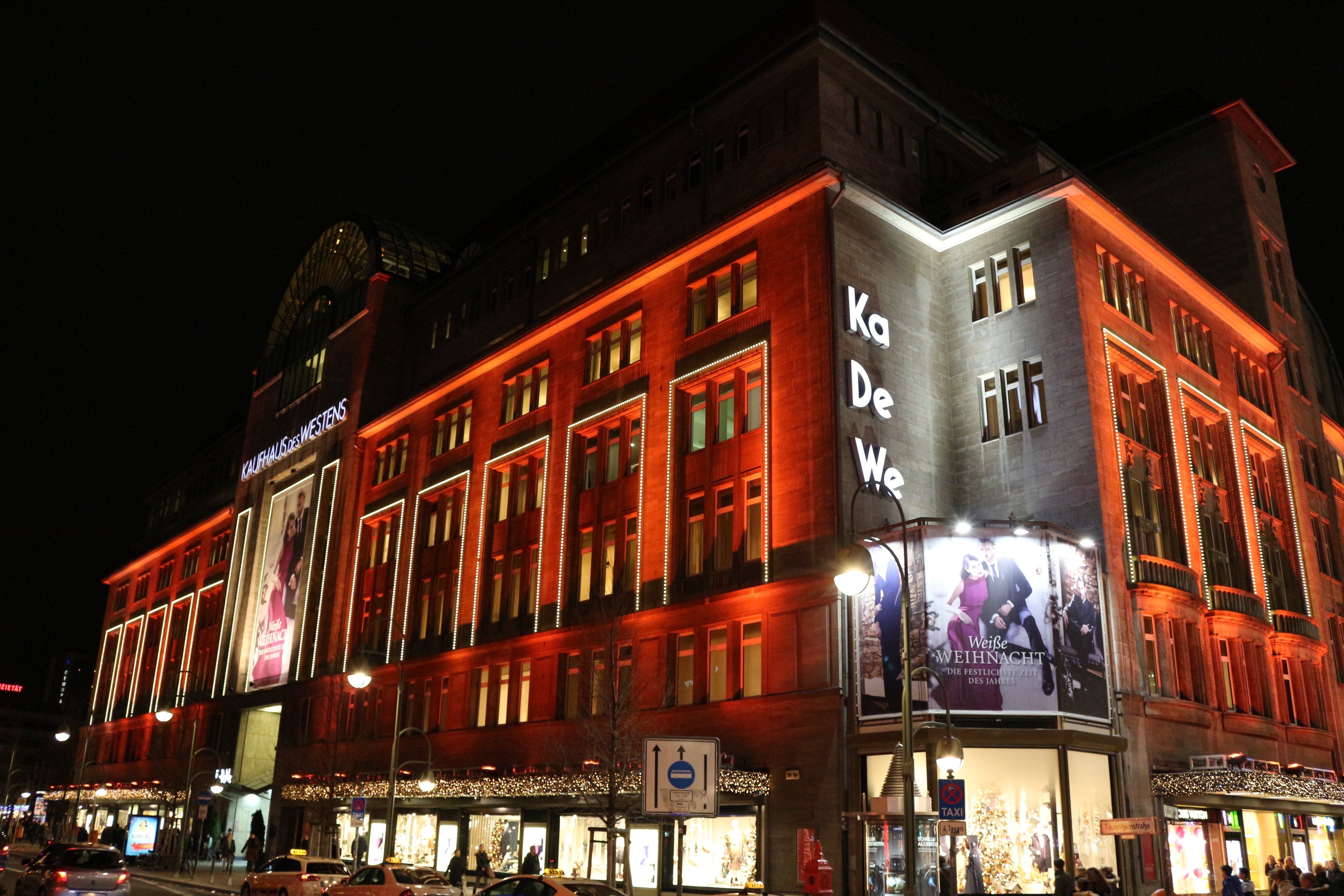
كاوفهاوس ديس فيستنس

### السياحة
```
فهناك خيارات واسعة تقدمها المدينة لزوارها من الفنادق الأشهر على مستوى العالم. لا تعتبر برلين العاصمة الألمانية ومركز اتخاذ القرار السياسي فقط، بل هي أيضاً مصدر جذب للسياح على مختلف مشاربهم وأعمارهم، خاصة الشباب منهم. إذ تعتبر هذه الحاضرة الألمانية مدينة شابة نظراً لكثرة سكانها من جيل الشباب، الأمر الذي يضفي على المدينة رونقا خاصاً وطابعاً لا تشبه به أية مدينة أوروبية أخرى. ويأتيها سنوياً أكثر من 13 ملايين زائر. وكمركز اقتصادي وسياسي، تستقبل أيضاً رجال الأعمال وأصحاب القرار من جميع أنحاء العالم.
```

معرض إيفا برلين (IFA) واحد من أقدم المعارض الصناعية في ألمانيا والعالم، وهو مختص بالإلكترونيات الاستهلاكية والترفيهية.
معرض برلين الدولي للطيران، (ILA Berlin Air Show) هو معرض يجمع بين معرض تجاري رئيسي لصناعات الطيران والدفاع مع عرض جوي عام.

### تجارة

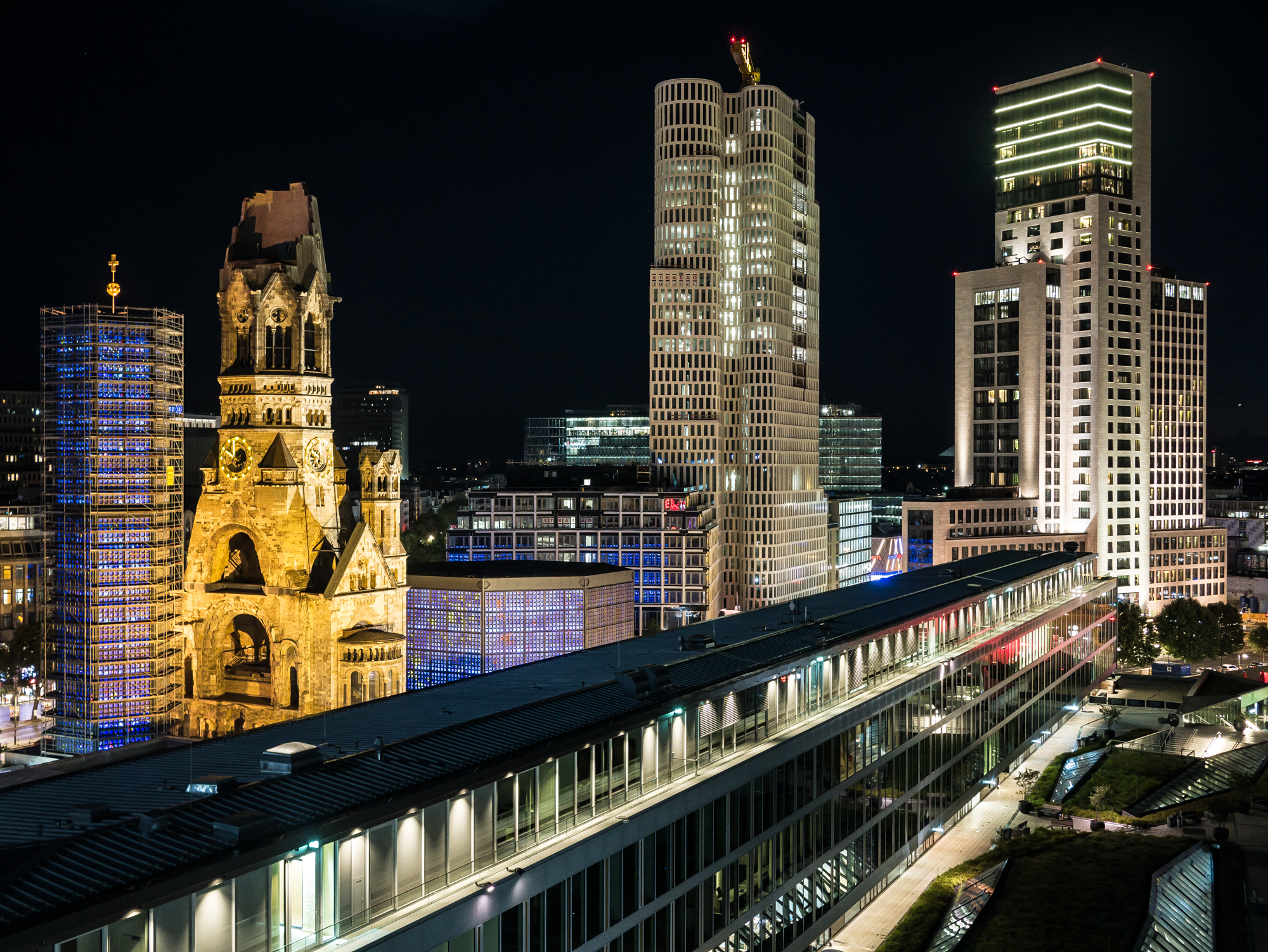
كنيسة الذكرى

تنفرد برلين بوجود العديد من أماكن التسوق، بدءاً من شوارع التسوق الحضرية ذات الأجواء التقليدية القديمة وانتهاءً بالمراكز التجارية وشوارع التسوق الحديثة، كلٌ يمثل عالماً متميزاً له طابعه الخاص، إلا أن السمة المشتركة في هذه المراكز التجارية تتمثل في المزج بين المتاجر، والبوتيكات، والمطاعم، والمقاهي.
كما تتوفر أسواق البضاعة المستعملة المتواجدة في كافة أنحاء برلين خاصة في العطلات وبعض أشهر هذه الأسواق تقام في:
شارع (Straße des 17. Juni)، شارع (Mauerpark) في أيام الأحد، وساحة (Arkonaplatz) أيضا في أيام الأحد.
فمثلاً يعتبر شارع كورفورستيندام الأسطوري (بالألمانية: Kurfürstendamm)، الذي يسمى اختصاراً بشارع كودام ((بالألمانية: Ku'damm)، من أكبر وأشهر أماكن التسوق في العاصمة الألمانية برلين، حيث يمتد من حديقة الحيوانات إلى منطقة شارلوتنبورغ على مساحة تبلغ نحو ثلاثة كيلومترات، وتصطف على جانبيه مبان تاريخية قديمة وفخمة، إلى جانب عدد من المحلات التجارية الكبيرة التي تبيع أشهر العلامات التجارية العالمية. كنيسة كايزير ويلهيلم (بالألمانية: Kaiser Wilhelm) تقع في كورفورستيندام وهي رمز على تصميم برلين لإعادة إعمار نفسها وقت الحرب وتذكار للسلام.

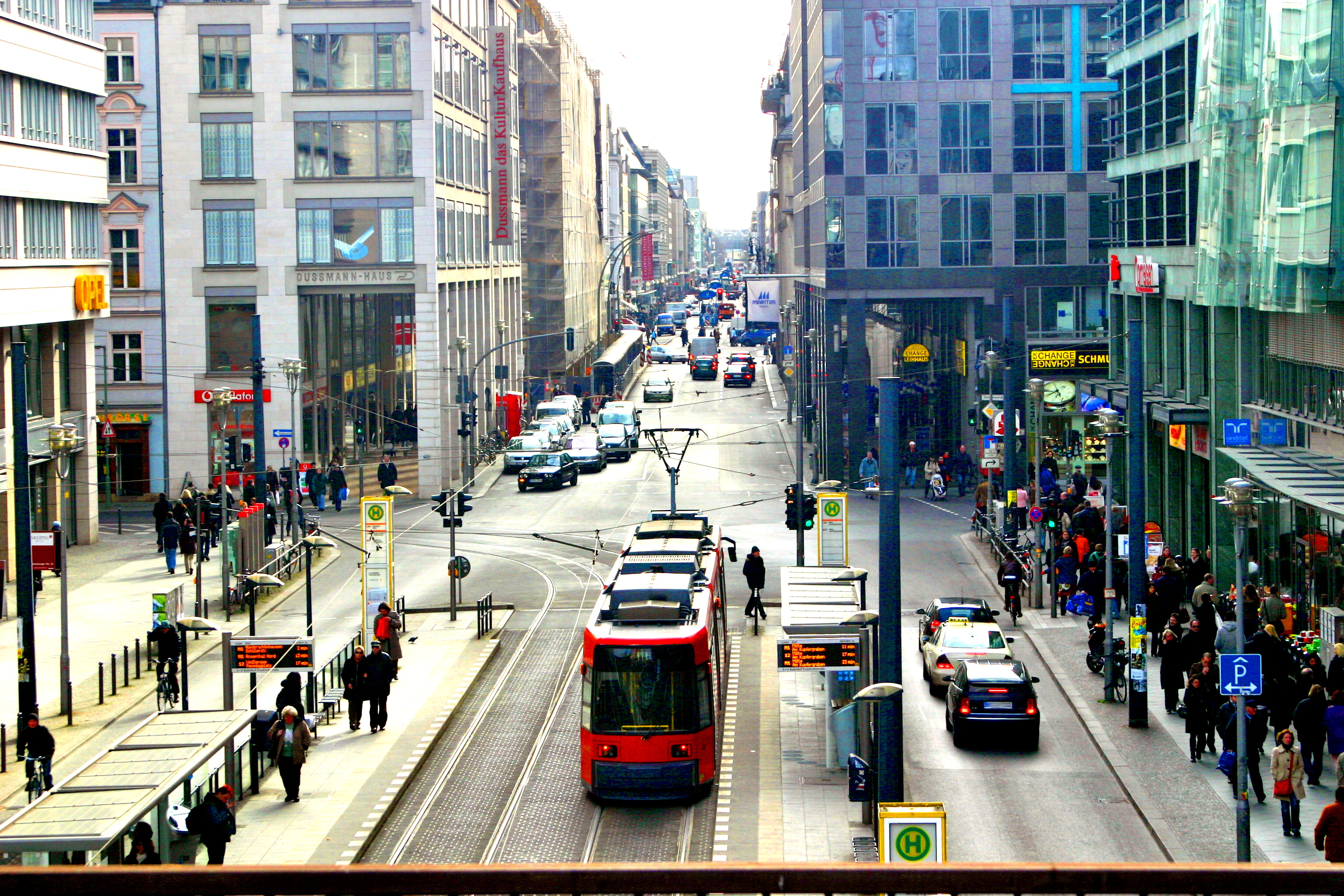
شارع فريدريش شتراسه

وكغيره من شوارع التسوق الأخرى، كشارع فريدريش (بالألمانية: Friedrichstrasse)، يزدان «كودام» في موسم أعياد الميلاد بالزينة لتمنحه الأضواء والألوان الاحتفالية طابعاً خاصاً، وتقوم الأكشاك الخشبية بتقديم المشروبات الساخنة، وتفوح منها رائحة المأكولات الألمانية الشعبية الخاصة بهذه المناسبة، إلى جانب أنواع من الحلويات وأشكال من الشوكولاته، ناهيك عن هدايا الأعياد المتنوعة.
ومن أهم مناطق التسوق في برلين، نذكر منها:
كورفورستيندام: ويعرف أيضا بشارع كودام، ويمر من كنيسة الذكرى إلى بحيرة هالينزي (بالألمانية: Halensee) وهو ما يميز بداية خط مجموعات الفيلات في غرب برلين. الطوابق العليا تعج ببيوت الأزياء ويعتبر جنة للتسوق لكافة الأعمار.
حي مِتَه (Mitte): وهو أحد الأحياء المشهورة في وسط برلين، وتنتشر فيها العديد من مراكز التسوق ودور الأزياء، لاسيما في منطقة هاكيشي ماركت.

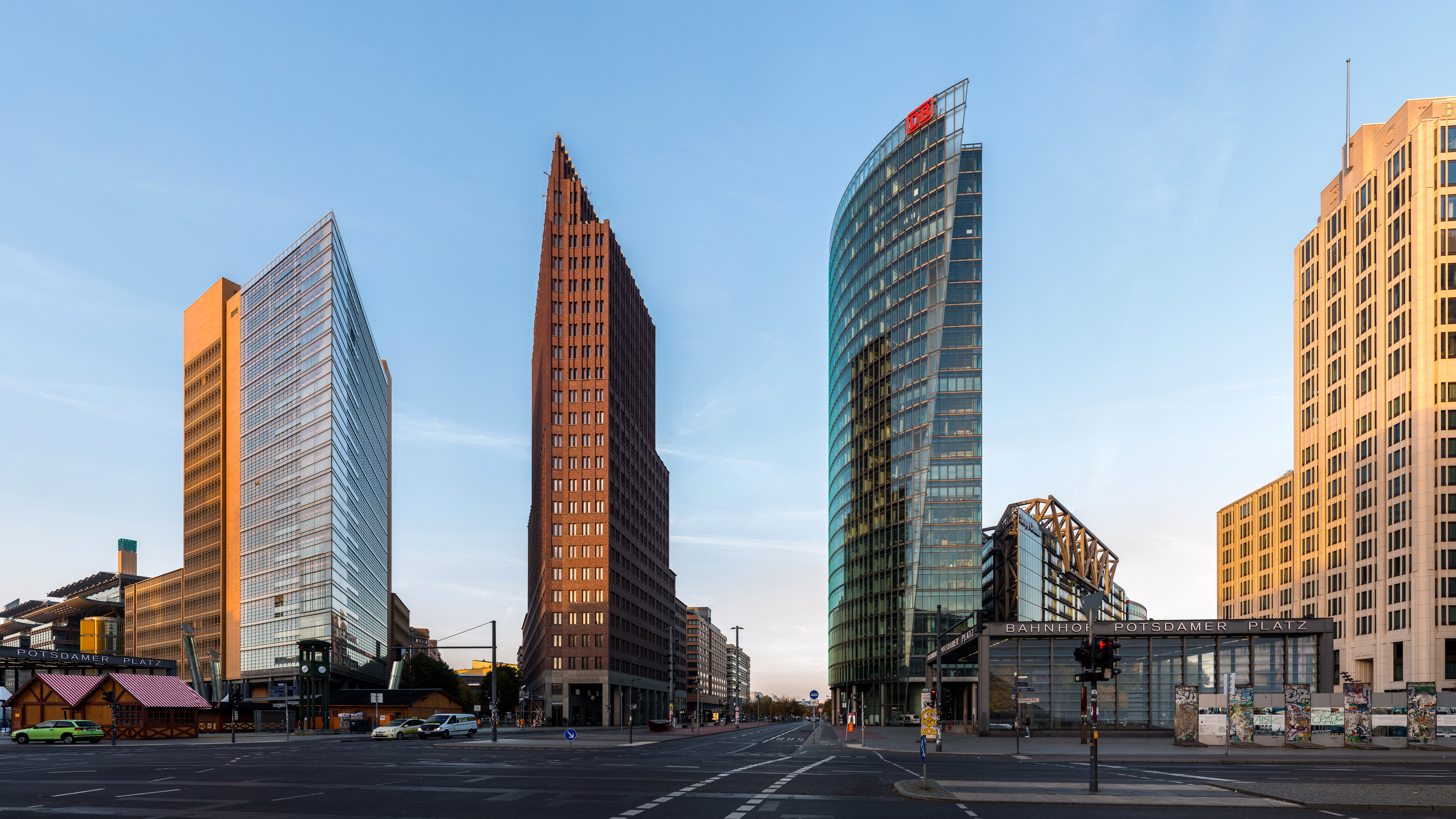
ساحة بوتسدامر بلاتس

هاكيشر ماركت (Hackescher Markt): تعد المنطقة المحيطة بهاكيشر ماركت (بالألمانية: Hackescher Markt) المكان الأمثل للموضة، بوجود عدد لايحصى من المتاجر والنوادي والبارات وصالات العرض. ومن ضمن هذه هناك هاكيشه هوفه (بالألمانية: Hackesche Höfe) وهي أشهر منطقة ليلية في برلين وهي منطقة مرممة حديثاً وتعج بالسواح. وتتضمن شبكة مؤلفة من 8 مقرات مصممة للعيش والعمل. ويعتبر أكبر مجمع في ألمانيا. بني في أواخر القرن الثامن عشر ويتضمن مكاتب وورش عمل ومصانع وشقق.
ساحة بوستدامر بلاتز (بالألمانية: Potsdamer Platz)هو أحد أكثر الأماكن حيوية في القرن العشرين، وأصبح لاحقاً رمزاً حزيناً لمدينة مقسمة؛ تم إعادة بناء الحي بشكل كامل بعد العام 1995م. بعد سقوط جدار برلين وأصبح بعدها رمزاً للتجديد. باكتمال بنائه، شكل البوستدامر مدينة ضمن مدينة كونه الموقع الذي أدركت فيه مبادئ متنوعة للتخطيط العمراني من القرن العشرين والقرن الحادي والعشرين. يمر يومياً خلال البوستدامر حوالي 70,000 شخص؛ حيث أن وجود محطة القطار المتعلقة بالضواحي فيها أعاد البوستدامر إلى مكانها التقليدي كمحور للمدينة. افتتح في قلب برلين ويتألف من 3 طوابق ويضم محلات لبيع الأحذية والمجوهرات وملابس لمصممين عالميين.
إلى الغرب من البسوتدامر يقع الكلتشرفورم (بالألمانية: Kulturforum)، الذي يضم الغيمالدغاليري (بالألمانية: Gemäldegalerie)، ويحيط به المتحف الوطني الجديد (بالألمانية: Neue Nationalgalerie) والبرلينر فيلهارموني (بالألمانية: Berliner Philharmonie).
شارع وتنبيرغ بلاتز (Wittenbergplatz) الذي يقع في الجزء الغربي لبرلين وتصطف المطاعم والمكاتب والمحلات على أطرافه. تقام الأسواق على مدار الأسبوع على الجانب الشمالي من الساحة. وتقع محطة وتنبيرغ بلاتز في وسط الميدان وتوجد هذه المحطة تحت الأرض منذ 1980م.

### حركة النقل

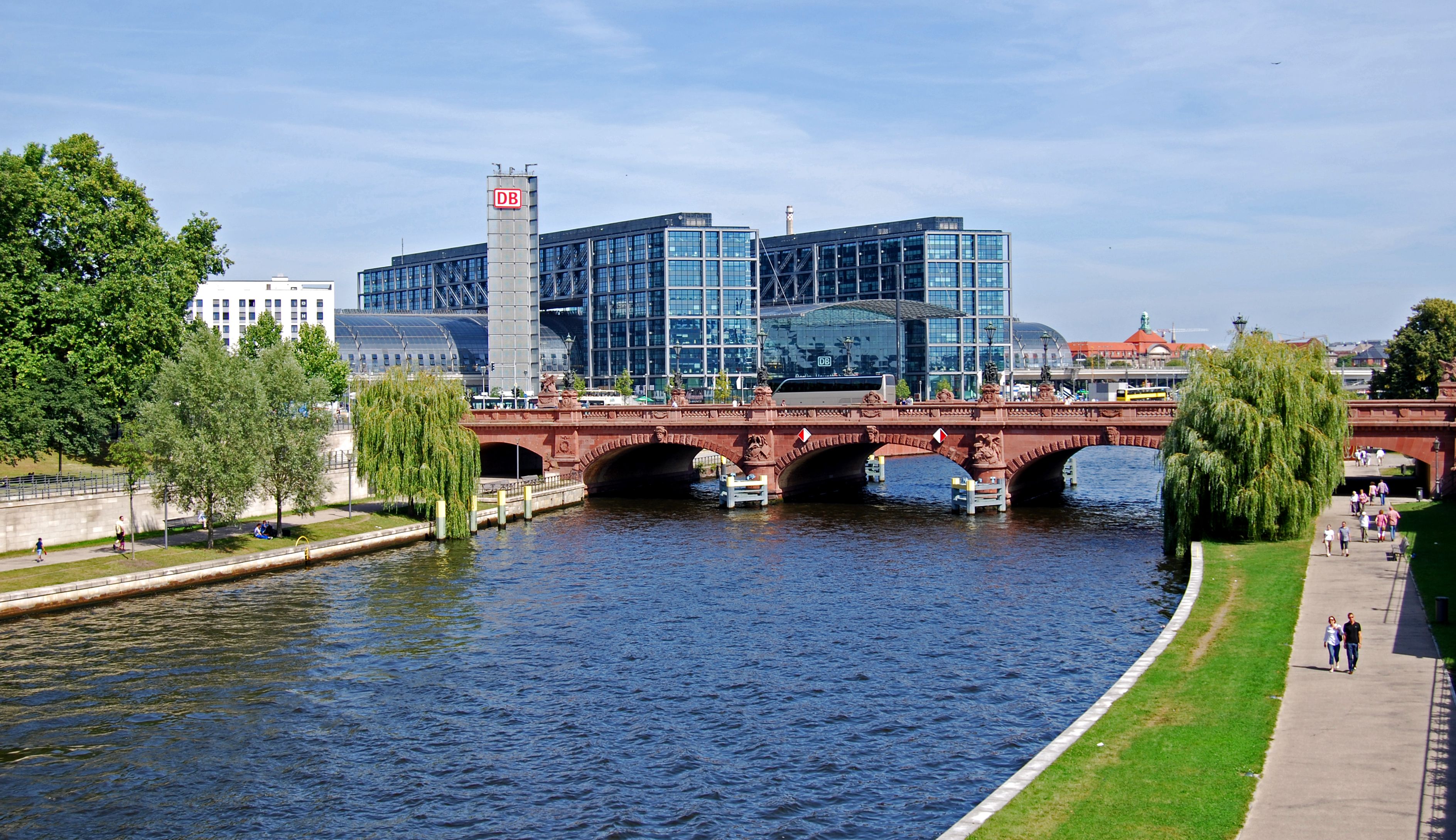
Berlin Hauptbahnhof

تنوعت حركة النقل في برلين بريا وجويا في المناطق الحضارية، فيوجد 979 جسر عبر197 كيلومترا من الطرق المائية الداخلية، و5334 كيلومتر (3314 ميل) من الطرق التي تشغل برلين ومنها 73 كيلومترا (45 ميلا) من الطرق السريعة. في 2006، قد سجلت 1.416 مليون سيارة.
تعد محطة برلين Berlin Hauptbahnhof من أكبر محطات العبور في أوروبا حيث توصل خطوط السكك الحديدية برلين بجميع المدن الرئيسية في ألمانيا وأيضا عدد من الدول الأوروبية المجاورة لها، وتوفر السكك الحديدية الوصول إلى المناطق المحيطة ببراندنبورغ وبحر البلطيق. دويتشه بان بان Deutsche Bahn تدير القطارات إلى وجهات محلية مثل نورمبرغ، وهامبورغ، وفرايبورغ وغيرها. كما تدير المطار السريع، فضلا عن القطارات إلى وجهات دولية مثل موسكو وفيينا وسالزبورغ.

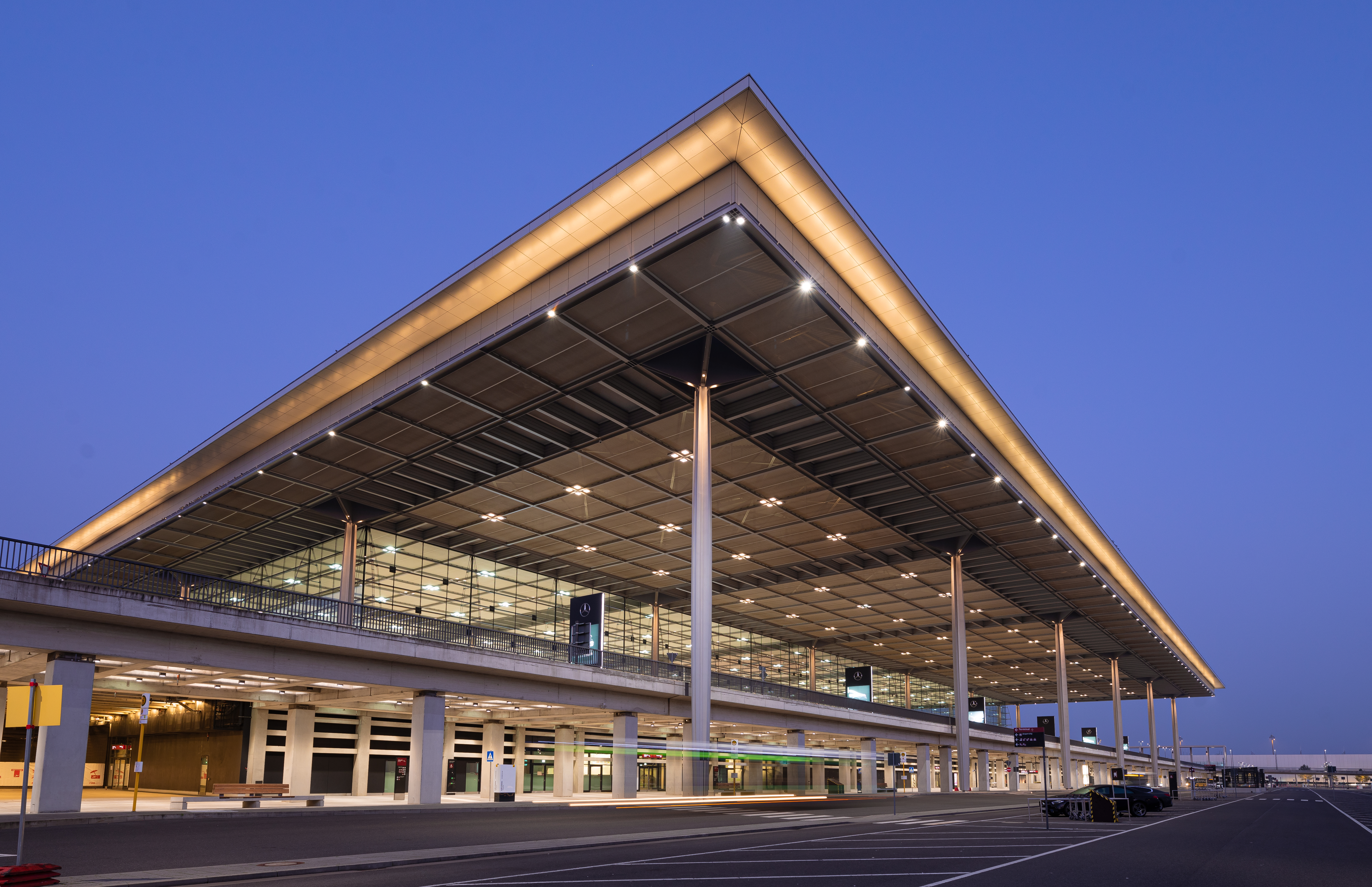
مطار برلين براندنبرغ 2020

مطار برلين براندنبورغ الدولي (Flughafen Berlin Brandenburg) هو المطار الدولي للعاصمة الألمانية برلين ويقع بالتحديد في ولاية براندنبورغ. تم افتتاحه في 31 أكتوبر 2020. بالتزامن مع افتتاحه تم إغلاق مطار برلين تيجيل الدولي. يعد مطار براندنبورغ توسعة لمطار برلين شونفيلد الدولي السابق ويبعد 18 كم عن برلين باتجاه الجنوب وتبلغ سعته السنوية في مرحلته الأولى 46 مليون راكب.
المدينة مربوطة بالطرق السريعة التالية: A10، A100، A111، A113، A114، A115.
والمعروف لدى برلين طرقها المصممة للدراجات، فكل 710 من1000 شخص يمتلك دراجة وحوالي 500,000 من الدراجات يشغلون 13% من الحركة المرورية في 2008. مجلس القادة في برلين يهدف إلى زيادة هذه النسبة إلى 15% في حلول عام 2010.و يحق للدراجيين القيادة في 620 كيلومتر (390 ميل) من المسارات. توفر المدينة الدراجات المدينية والدراجات الرياضية والقوارب المائية من الساعة العاشرة صباحا إلى العاشرة مساء.
هناك أكثر من 180 كيلومتر من الإنفاق المائية داخل حدود برلين مما يجعل اكتشافها أجمل عن طريق القوارب.

### توجه برلين نحو النقل المستدام
أطلقت حكومة ولاية برلين عدة مبادرات لتشجيع التنقل المستدام وتحسين جودة الحياة في الفضاءات العامة، من خلال إنشاء ما يُعرف بـ "المناطق الخالية من السيارات" (Autofreie Kieze) في بعض الأحياء السكنية. وتهدف هذه المبادرات إلى تقليل الاعتماد على السيارات، وزيادة المساحات الآمنة للمشاة وسكان الأحياء، مما يساهم في خفض الضوضاء والتلوث.
كما تعمل المدينة على إعادة تصميم بعض الشوارع مثل Friedrichstraße في وسط برلين، لتكون صديقة للمشاة وخالية من حركة السيارات، ضمن خطة شاملة لتحسين البيئة الحضرية وتشجيع وسائل النقل النشطة مثل المشي وركوب الدراجات.

## علم

### بيلدونج

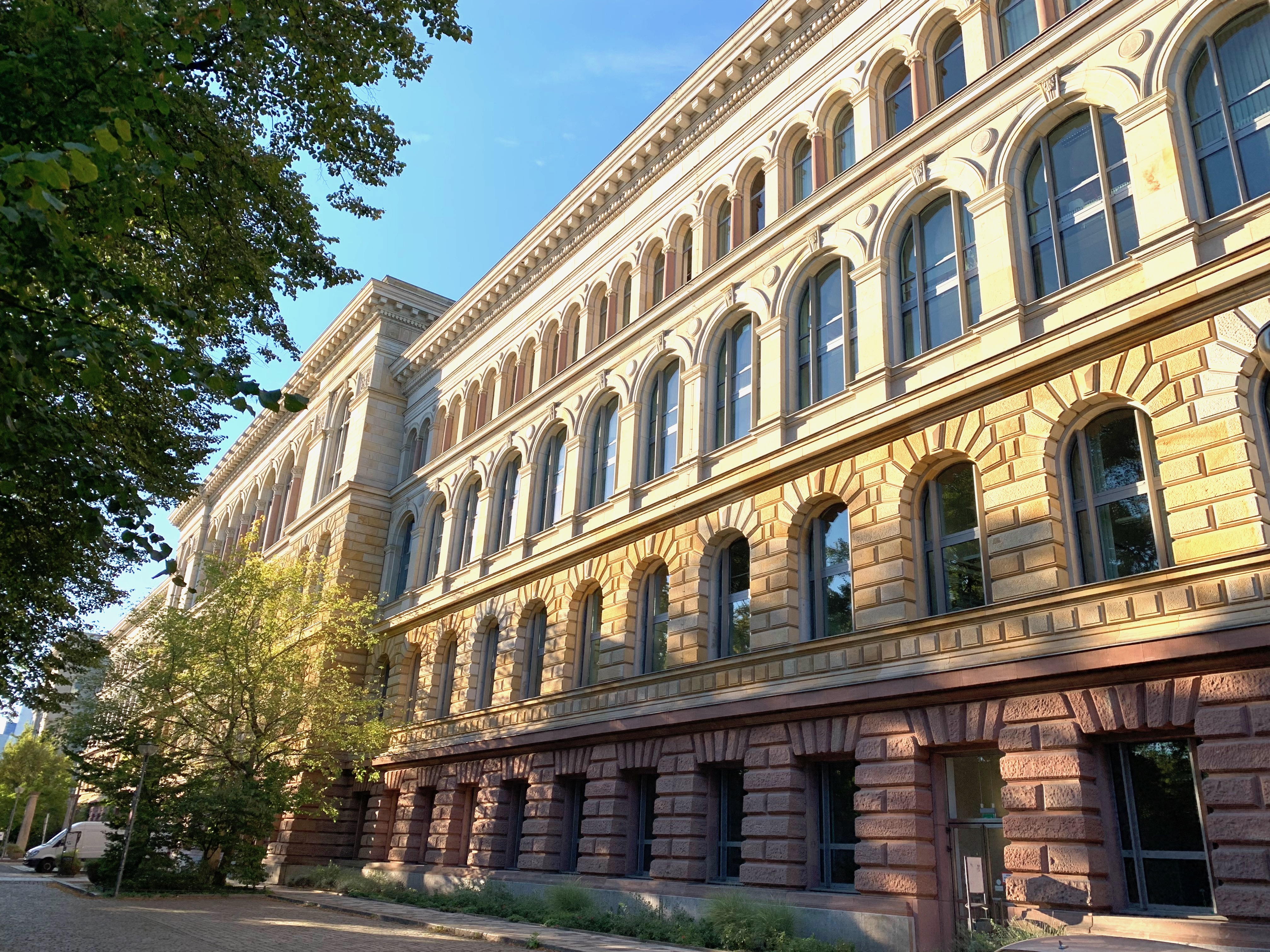
جامعة برلين للتكنولوجيا

يعد إقليم برلين-براندنبرغ من أهم مراكز التعليم العالي والبحوث في الاتحاد الأوروبي. تضم المدينة أربع جامعات وعدد كبير من الكليات الخاصة والمهنية والتقنية؛ التي تقدم للطلاب نطاقاً واسعاً من الخيارات. يرتاد الجامعات والكليات حوالي 200,000 طالب.
من الجامعات الموجودة في برلين هناك جامعة برلين هامبولدت Humboldt Universität zu Berlin وجامعة برلين الحرة Freie Universität Berlin وجامعة برلين التقنية (Technische Universität Berlin) وجامعة كونسته (Universität der Künste).
كما تولي المدينة اهتماماً كبيراً للبحث العلمي، حيث يوجد فيها عدد كبير من مؤسسات البحث العلمي. ويبلغ عدد العلماء الذين يعملون في البحوث والتطوير حوالي 62,000 باحث.
كما يوجد العديد من المكتبات في برلين، فبالإضافة إلى الماكتب العديدة الملحقة بالجامعات هناك مكتبة برلين الحكومية، التي تعد من أهم مكتبات البحث العلمي في البلاد.

### الرعاية الصحية في برلين

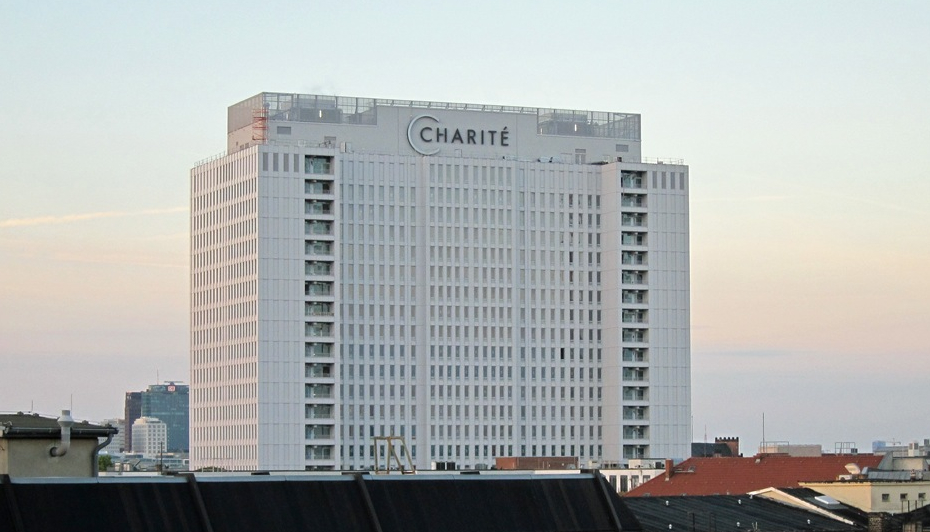
شاريتيه (برلين) 2016

تمتلك برلين تاريخاً عريقاُ كمدينة للطب والتكنولوجيا الطبية. لقد تأثر تاريخ الطب بشكل كبير بعلماء من برلين. ومن الاعلام المشهورة في مجال الطب نذكر رادولف فيرتشو (بالألمانية: Rudolf Virchow)، مؤسس علم التشخيص الخلوي؛ وروبرت كوتش(بالألمانية: Robert Koch) الذي اكتشف لقاحات لمرض الجمرة الخبيثة، والكوليرا، وعصيات السل. ويعد فيفانتس من المراكز الطبية المعروفة في برلين.
يعتبر مجمع تشاريت اليوم أكبر مشفى جامعي في أوروبا، حيث يعود تاريخه إلى العام 1710م. يتوزع التشاريتي (بالألمانية: Charité) في أربع مواقع ويشتمل على 3,300 سرير، و14,000 من أفراد الطاقم الطبي، 8,000 طالب، أكثر من 60 غرفة عمليات ورأس مال سنوي يزيد على المليار يورو. وهو عبارة عن مؤسسة مشتركة بين جامعة برلين الحرة وجامعة همبولت ببرلين، وتضم نطاقاً واسعاً من المعاهد ومراكز التخصص الطبي؛ ومن بينها المركز الألماني للقلب، وهو أحد أشهر مراكز زراعة الأعضاء، ومركز ماكس ديلبروك (بالألمانية: Max-Delbrück-Center) للطب الجزيئي ومعهد ماكس بلانك لعلم الوراثة الجزيئي. ويكتمل البحث العلمي بوجود العديد من أقسام البحوث الصناعية لشركات مثل سيمنز (Siemens).
فيفانتس هي أضخم مجمع إقليمي للمستشفيات والمصحات والمستوصفات في ألمانيا-برلين. تشتمل هذه الشبكة على 9 مستشفيات بسعة إجمالية تبلغ 5000 سرير وعلى 12 مسكناً لكبار السن وعلى أقسام تختص بإعادة التأهيل في عيادات خارجية. ويعمل لديها نحو 15000 موظف بينهم 1500 طبيب مختص، كما إنها تعالج أكثر من ثلث العدد الإجمالي للمرضى في برلين (أكثر من 650 ألف مريض في السنة) وذلك في ما يقارب 100 قسم ومركز طبي وبدخل سنوي يقارب 1,2 مليار يورو.

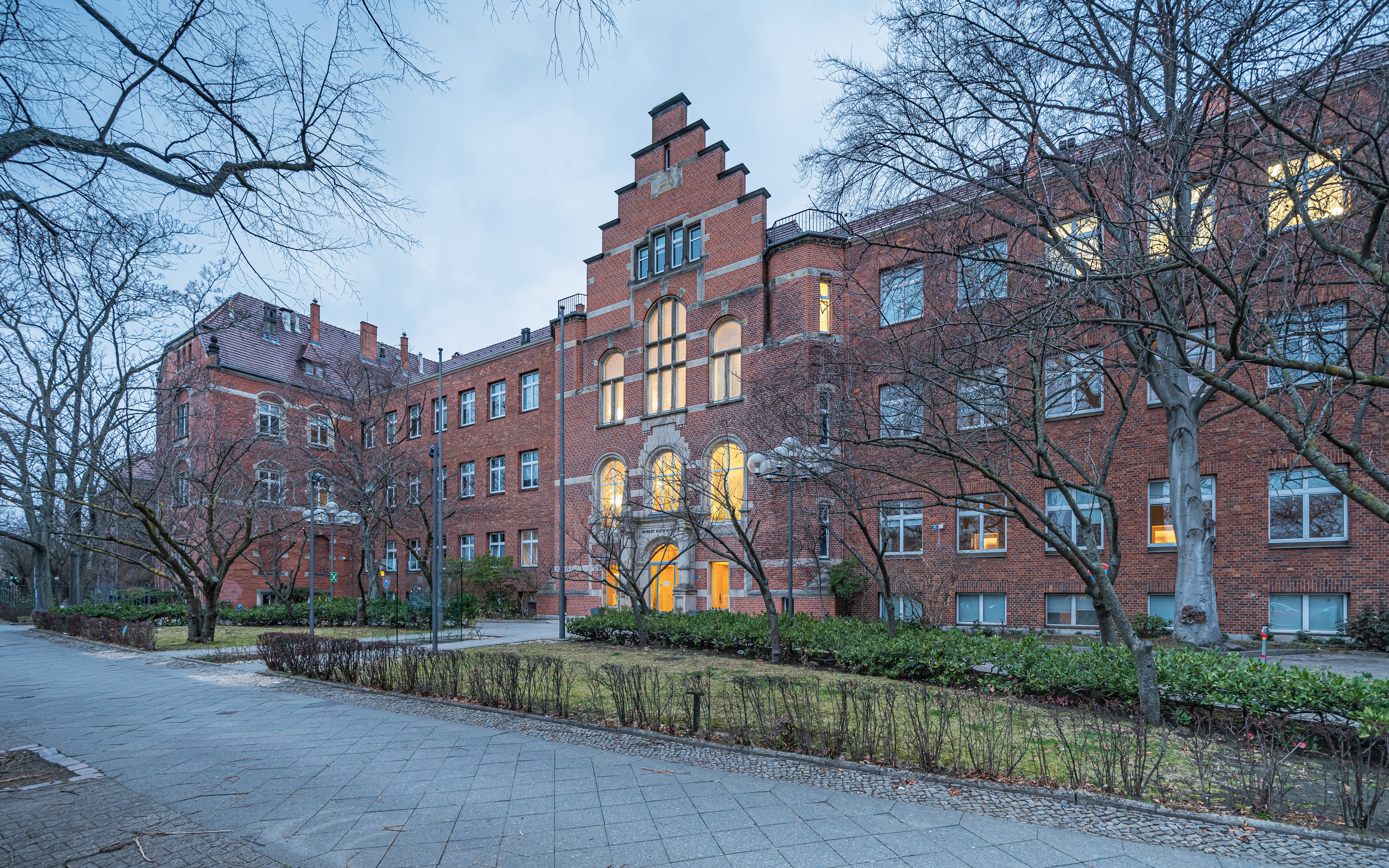
معهد روبرت كوخ 2021

### بحث علمي
- جمعية ماكس بلانك (Max-Planck-Gesellschaft)
- أكاديمية برلين براندنبورغ للعلوم (Berlin Brandenburgische Akademie der Wissenschaften)
- Leibniz-Gemeinschaft
- الاتحاد الدولي للرياضيات
- مركز هلمهولتز برلين للمواد والطاقة
- معهد روبرت كوخ (Robert Koch-Institut)

## الثقافة والترفيه

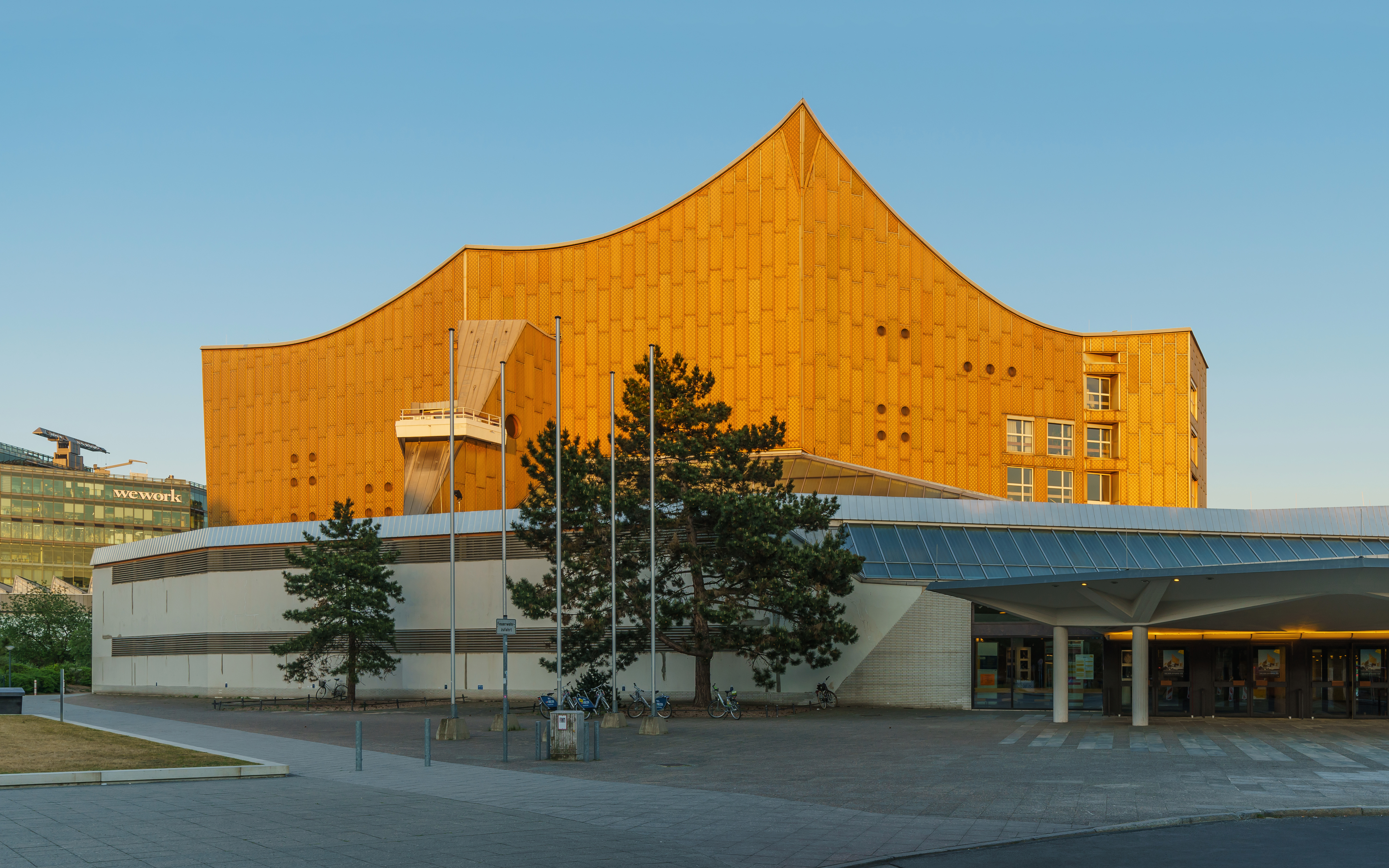
برلين فيلهارموني

تتميز برلين بعدد كبير من المنشآت الثقافية، والتي يتمتع العديد منها بشهرة واسعة في أرجاء العالم. إن الحيوية والتنوع الذين تتمتع بهما هذه الحاضرة قاد إلى مكانة دائمة التطور والتميز بين المدن الرئيسية الأخرى. المشهد الفني في المدينة متنوع كثيراً، فبرلين موطن لأكثر من 420 صالة عرض؛ وهذا جعل الكثيرين من الألمانيين الشباب والفنانين العالميين يختارون برلين مكاناً ليستقروا فيه على نحو دائم. فقد برزت برلين في أوروبا كمركز للشباب والثقافات الرائجة.
في عام 2005م، حازت مدينة برلين على جائزة «مدينة التصميم» من قبل اليونسكو.

### الفن والموسيقى في برلين

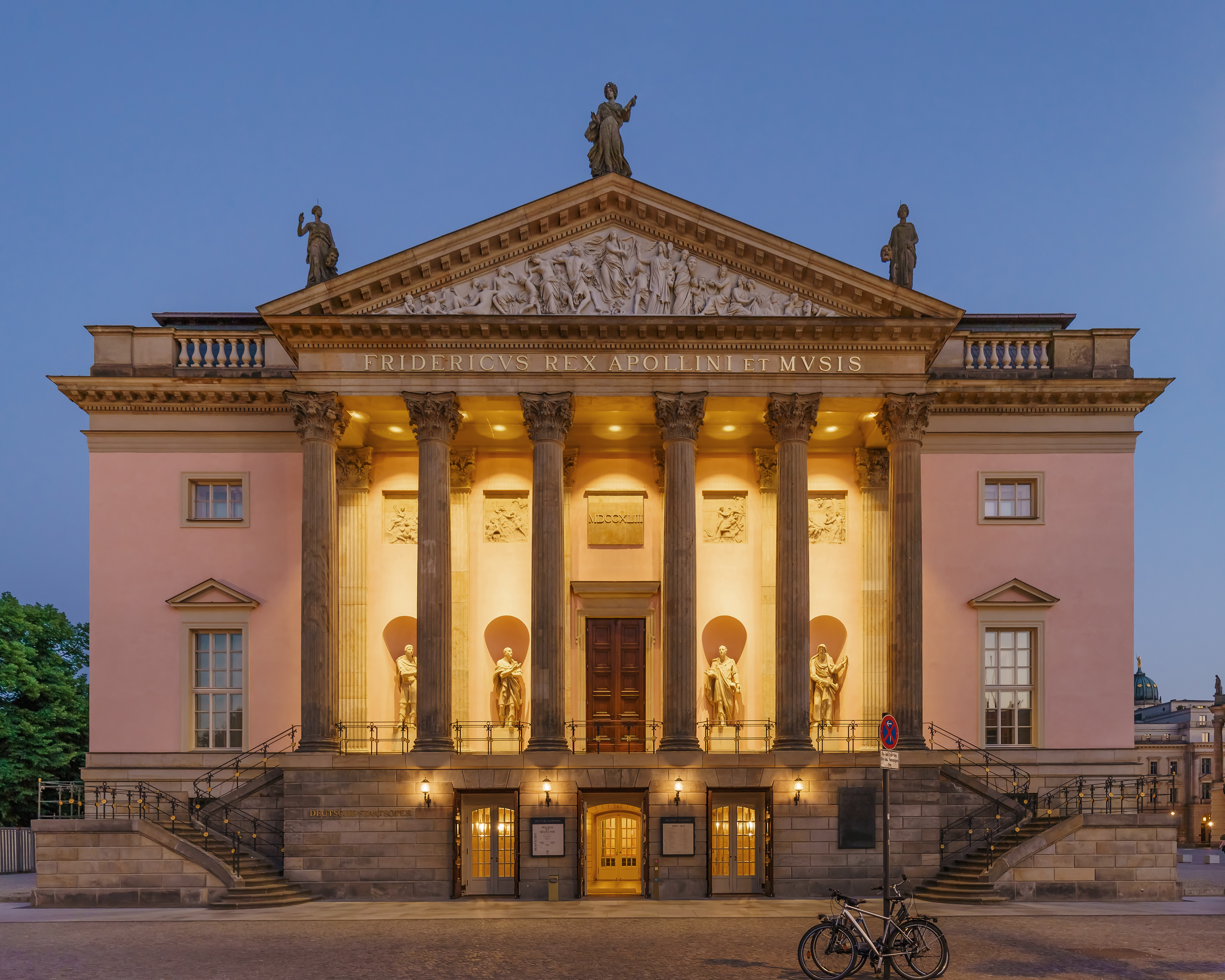
شتاتسؤوبير أونتير دين ليندين

ثماني أوركسترات سمفونية منها اوركسترا برلينير فيلهارموني (بالألمانية: Berliner Philharmonie) الشهيرة وبيت الأوبرا العظيم معاً يشكلان حياة برلين الموسيقية. رغبة برلين في أن ترفه وان تترفه هو تقليد قديم من سنوات العشرينات.
وتلعب الأوبرا دورًا مهمًا في استضافة مخرجين عالمين من حقبة موزارت إلى الأوبرا الحديثة.
دويتشي أوبير(بالألمانية: بالألمانية:Deutsche Oper): كل روائع الأوبرا من الناي السحري (بالألمانية: Zauberflöte) إلى لا ترافياتا (بالألمانية: La Traviata) و«حلقة النيبِلُنغين» (بالألمانية: Ring der Nibelungen) لريتشارد فاغنر (بالألمانية: Richard Wagner) هو جزء من سجل الدويتشي أوبير في شارلوتينبورغ (بالألمانية: Charlottenburg).
شتاتسؤوبير أونتير دين ليندين (بالألمانية: Staatsoper Unter den Linden): هو المبنى الكلاسيكي وهو في الأصل الأوبرا لفريدريخ الثاني، وصمم ليكون جزء من مجموعة متناغمة من المباني التي تعرف بفورم فريدريكانوم (بالألمانية: Forum Fridericanum).
كوميشي أوبير (بالألمانية: Komische Oper): اصغر دور الأوبرا في برلين هو موطن السرح الموسيقي الواقعي حيث تقدم العروض باللغة الألمانية.

### مناسبات واحتفالات برلين

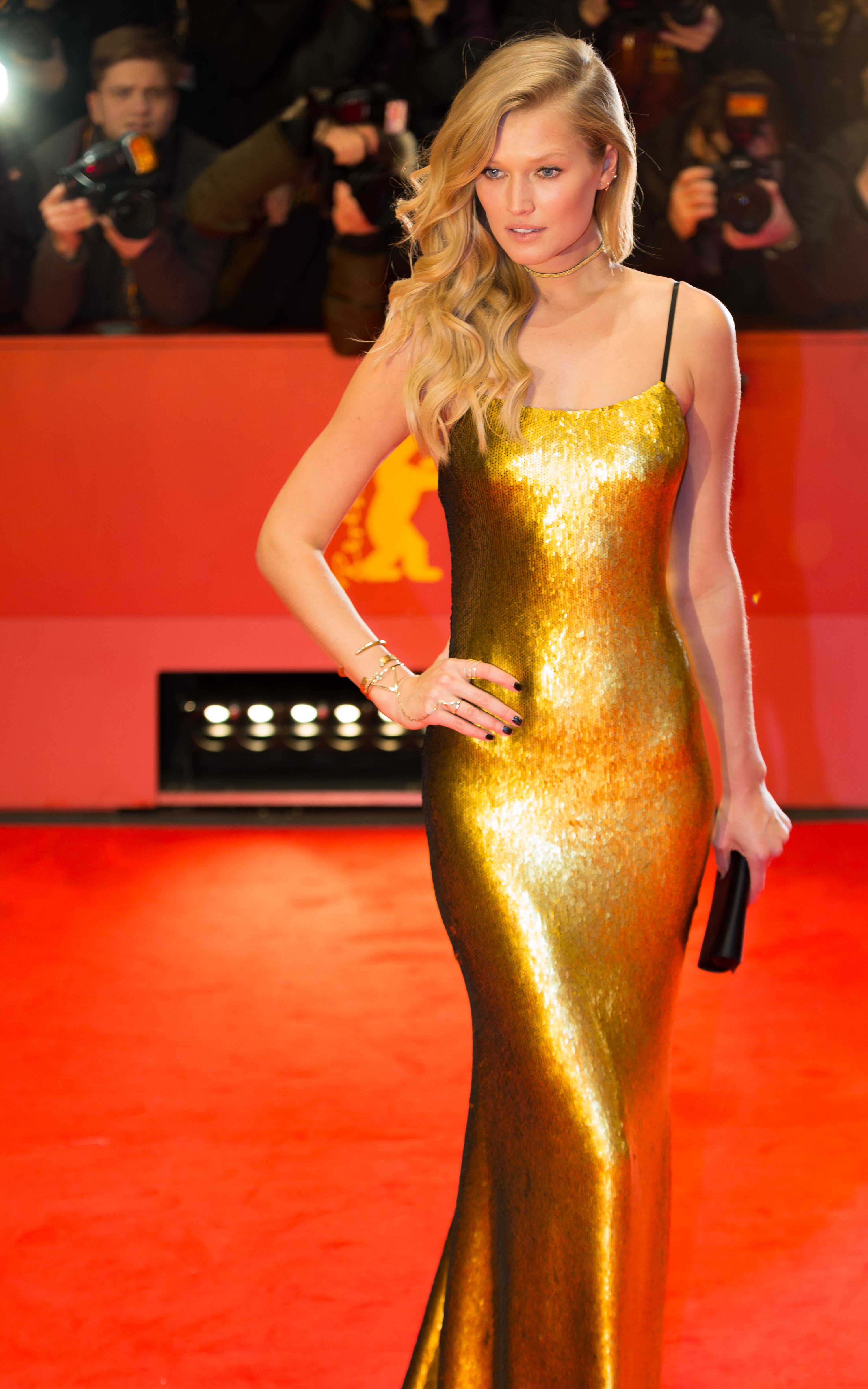
مهرجان برلين الدولي للأفلام (برلينالي)

برلين مدينة لا تعرف النوم تقدم على مدار السنة العروض والنشاطات لجميع الأذواق، كما تضم الكثير من الحانات والحفلات الموسيقية. حيث يقام فيها على مدار العام العديد من الأحداث والمهرجانات الثقافية والفنية والترفيهية؛ ومن أشهر هذه المهرجانات نذكر:
يعد مهرجان برلين السينمائي الدولي، أو برلينالي (بالألمانية: Berlinale)، من أكبر الأحداث الثقافية وأهمها على صعيد صناعة الأفلام. يشارك في مهرجان برلين السينمائي الدولي في كل عام أكثر من 19,000 من المتمرسين من أكثر من 120 دولة، من ضمنهم 4,000 صحفي. كما أن المهرجان هو مكان للقاءات والنقاشات. ويستقبل المهرجان أكبر عدد من المشاهدين من أي مهرجان آخر في العالم، حيث يباع في كل عام أكثر من 400,000 تذكرة.
وفي كل عام يعرض أكثر من 400 فيلم كجزء من البرنامج المخصص لبرلينالي، تكون الغالبية العظمى هي من نخبة الأفلام العالمية والأوروبية. يقسم المهرجان إلى العديد من الأقسام، ويخصص جزء كامل للمشاهدين من الجيل الشاب.

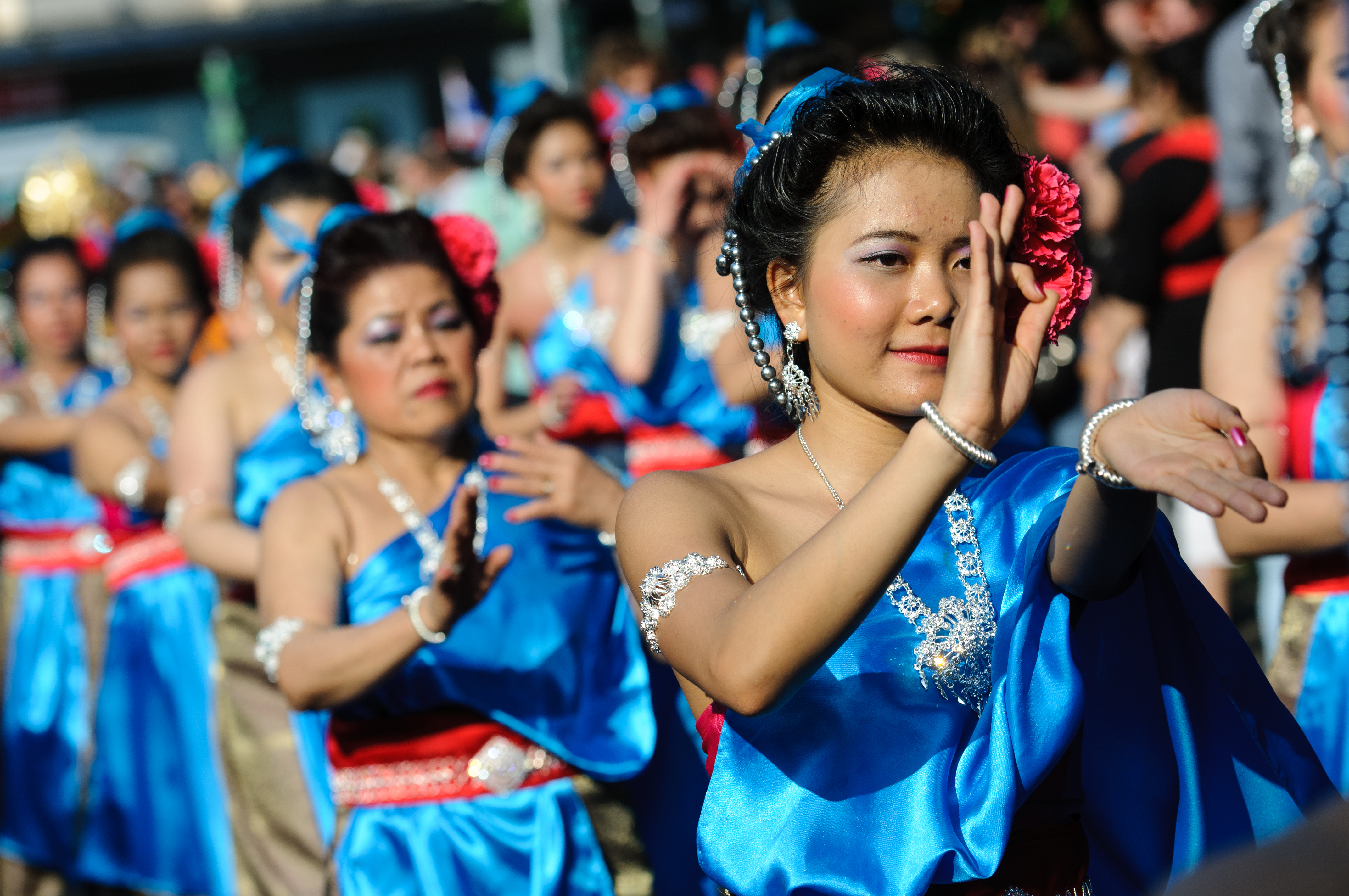
مهرجان الثقافات

يعد كرنفال الثقافات (بالألمانية: Karneval der Kulturen) من أكثر الأحداث السنوية حيويةً وتلوناً في برلين، يقام هذا المهرجان في يونيو/ حزيران في عطلة الويتسن (بالألمانية: Whitsun) (عيد العنصرة). يقوم آلاف من الممثلين عن أكثر من 70 ثقافة تأدية العروض والرقصات على طول شوارع الكروزبيرغ (بالألمانية: Kreuzberg) باحتفال بهيج بتعدد برلين الثقافي، فمن بين كل 7 من سكان برلين هناك شخص وافد من الخارج. كما تقام كل أنواع العروض خلال المهرجان على أربعة خشبات مسرح، المسرح الرئيسي يقام في ساحة بلوتشربلاتز (بالألمانية: Blücherplatz)، بينما تتواجد خشبة العرض للأطفال عند المارينبلاتز (بالألمانية: Mariannenplatz).
هو مهرجان مجاني للموسيقى نشأ في فرنسا منذ حوالي 20 سنة. بوجود أكثر من 400 فرقة موسيقية تمثل كافة الأصناف والأنواع الفنية على أكثر من 50 خشبة عرض تقام الاحتفالات في أطول يوم في السنة.
يعود تاريخ مهرجان برلين للجاز (بالألمانية: Berliner Festspiele) للعام 1964م. ويقدم المهرجان كل عروض الجاز من وورد جاز (Wordjazz) مثل (Ruth Weiss) إلى الجاز من الثقافات المختلفة مثل عازف الساكسوفون ألان سكيدمور (Alan Skidmore) وأمامبوندو (Amampondo).
مهرجان تماماً كالوطن (بالألمانية: Heimatklänge) هو مهرجان موسيقي يقدم في كل عام موسيقىً من منطقة أو بلد معين.

### متاحف برلين

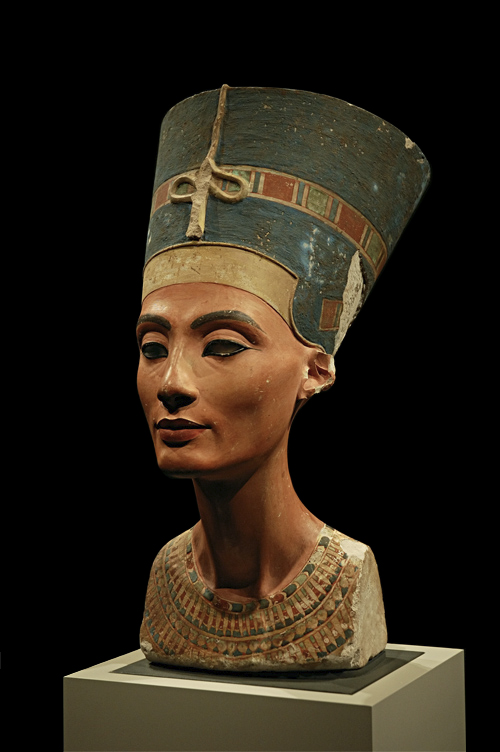
نفرتيتي

برلين هي مدينة المتاحف حيث تستضيف كنوز الحضارات من جميع أنحاء العالم وأعمال لعظماء من الماضي والحاضر. تأتي هذه المدينة بالزوار وجها لوجه مع تاريخ محفوظ في 175 متحف للعلوم والفن والمعرفة والتاريخ.
وتعتبر جزيرة المتاحف (بالألمانية: Museumsinsel) التي تقع في قلب برلين وتعد كنزاً من كنوز الإنسان واحداً من أهم معالم الاستقطاب للسياح والمحليين، حيث تضم خمسة متاحف ذات شهرة عالمية واسعة، وتمثل أكبر تجمّع للمتاحف في أوروبا، إذ تحتوي على تراث لأجيال وعصور متعاقبة يزيد عمره على 6000 سنة. وقد تم إدراج هذه المنطقة على قائمة التراث العالمي لليونسكو منذ العام 1999م.
كل من يزور هذه المتاحف سيحظى بفرصة التعرف على مقتنيات ومعروضات تاريخية نادرة موزعة بشكل متقن ومحفوظة بشكل علمي يعتمد على أسس دقيقة.
```

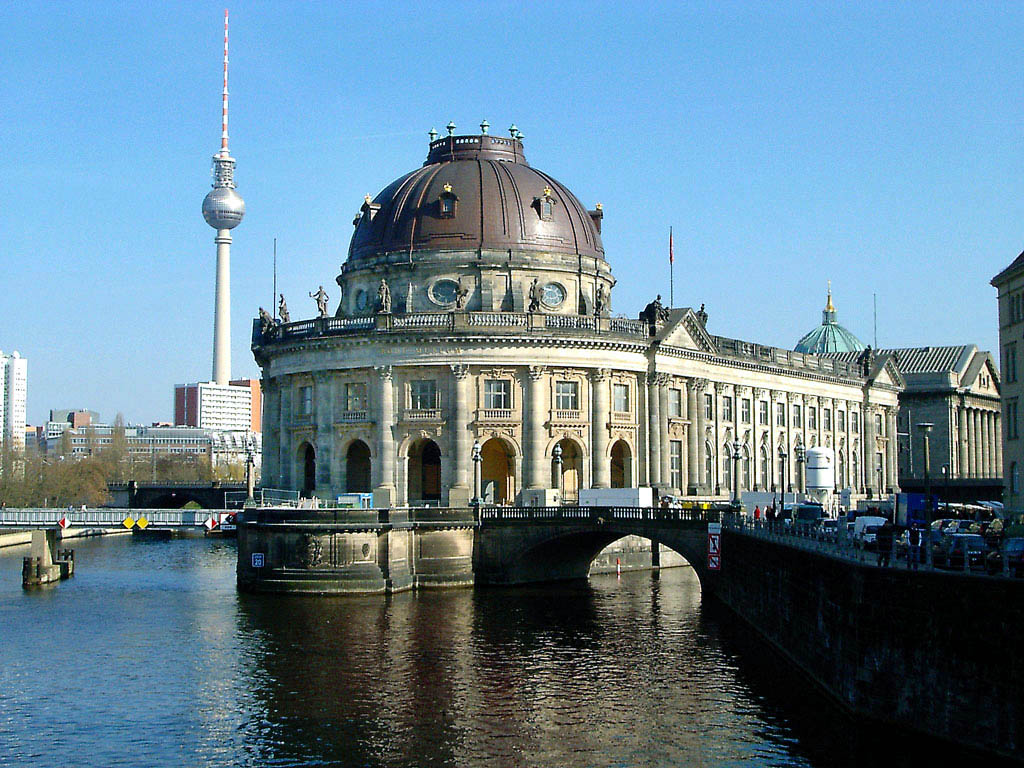
متحف بوده

متحف بوده (Bode-Museum) أعيد افتتاحه سنة 2006 وهو يأوي مجموعة نحتية ومتحف الفن البيزنطي وكابينة العملات. المجموعة النحتية هي الأكبر من نوعها في ألمانيا وهي تمثل حقبات من العصور الوسطى حتى نهاية القرن الثامن عشر. بالإضافة إلى المنحوتات الهندسية واعمال فنية قوطية. تشكل المنحوتات الإيطالية أساس هذا المعرض. وتشكل كابينة العملات التي تحتوي على أكثر من نصف مليون معروضة إحدى أكبر المجموعات الرقمية.
```

المتحف اليهودي (Jüdisches Museum Berlin) يقع في قلب العاصمة وهو إضافة رائعة على خريطة المتاحف الأوروبية يختص بدراسة التاريخ الألماني اليهودي. يصلح للكبار والصغار، الألمان والأجانب واليهود وغيرهم.
متحف بيرغامون (Pergamon Museum) أحد أهم المتاحف العامة في ألمانيا. يضم آثار تاريخية، وفنون، من عدّة حضارات يعود أقدمها إلى ما يقرب من أربعة آلاف سنة قبل الميلاد. ويتكون المتحف من ثلاثة أجنحة رئيسية، مجموعة الآثار الكلاسيكية التي تشغل الصالات المعمارية وجناح النحت، ومتحف الشرق الأدنى القديم، ومتحف الفن الإسلامي. وقد أسس متحف الشرق الأدنى عام 1899م، لكن مقتنياته كانت تعرض ضمن مجموعات أخرى في متاحف أخرى حتى العام 1939م. وتشكل المجموعة الأثرية الشهيرة من بابل وأوروك، وآشور، أشهر المعروضات. ويسلط الضوء على بوابة ميليتوس وأكروبول بيرغامون بالإضافة إلى بوابة عشتار وواجهة قاعة العرش التي بنيت في بابل في القسم الأول من القرن السادس وتشكل إحدى العجائب السبع للعالم القديم. اكسبت هذه المجموعات المتحف صفة عالمية عالية.
متحف بيرغرون (Museum Berggruen) يضم هذا المتحف أعمال تاجر التحف والفنون الأشهر في أوروبا هاينس بيرغرون (Heinz Berggruen) كما يتضمن أعمال كلاسيكية عصرية لفنانين امثال بابلو بيكاسو، جورج براك، بول كلي، ماتيس.
متحف هاوس أم تشيكبوينت تشارلي (Museum Haus am Checkpoint Charlie) يقع في نقطة تشارلي الشهيرة الفاصلة بين ألمانيا الشرقية وألمانيا الغربية سابقاً. يقتفي هذه المدينة أثار المدينة المقسمة. افتتح عام 1962م وهو من أكثر المعالم السياحية أهمية. يعرض معدات أصلية كانت قد استعملت من قبل أشخاص كانوا قد حاولوا الهرب من ألمانيا الشرقية. ويوجد أيضا أسلحة أوتوماتيكية استعملت عند الحدود. يمكن للزوار الاستماع إلى محاضرات عن حائط برلين الشهير وكيفية بناؤه وسقوطه لاحقا، ومحاضرات عن الشرطة السرية والنظام العدلي والمقاومة والهروب من الشرقية إلى الغربية.

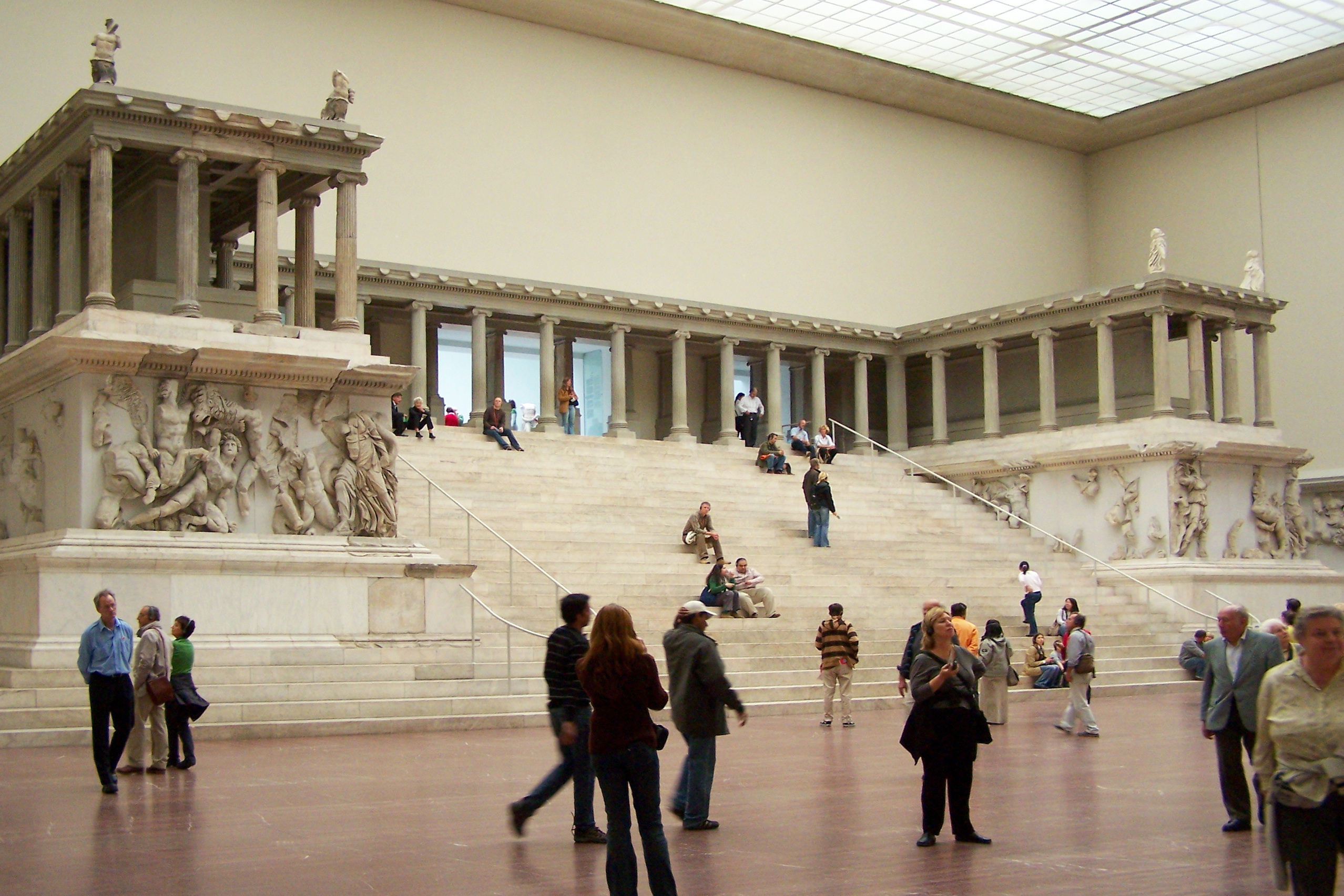
متحف برجامون من الداخل.

متحف وحديقة العلوم النباتية حديقة علوم النبات بنيت بين عام 1897 و 1910م وتغطي مساحة 43 هكتار وتختوي على 22.000 نواع نباتات مختلفة ممت يجعلها إحدى أكبر وأهم حدائق العلوم النباتية في العالم. تحتوي أيضا على متحف للعلوم النباتية. الخيم الزراعية في هذه الحديقة التي تشبه الكتدرائية تحتوي على أكبر تشكيلة في ألمانيا. كما تحتوي على أطول خيمة زراعية استوائية في العالم وهي بطول 25 متر.
المتحف التاريخ الألماني (Deutsches Historisches Museum) يقدم هذا المتحف الدائم لزواره لمحات عديدة عن مراحل التاريخ الألماني في مكنوناته الأوروبية العريقة. كما تقدم فيه المعارض الغير دائمة.
متحف القوات الجزية للقوات الألمانية الفيديرالية المسلحة يقع في غوتو في المطار العسكري السابق ويقدم معرضا للملاحة الجوية العسكرية والسلاح الجوي الألماني منذ بدايته حتى اليوم. المدرجات والمواقف بنيت في عامي 1934 و 1935م. يعرض فيه أيضا أنظمة دفاع وآليات عسكرية من الحرب العالمية الأولى وبعدها.
متحف أليئيرتين (AlliiertenMuseum) يقع في ما كان يعرف سابقا بالفرع الأمريكي. يوثق هذا المتحف تاريخا حافلا بالإثارة والدراما ويعرض تاريخ القوى الغربية وبرلين خلال الأعوام 1945-1994 في معرض دائم. يتضمن نقطة التفتيش الهيرة «تشارلي» وعناصر كثيرة متعلقة بالتاريخ العسكري والسياسي والحياة اليومية في ذلك الوقت.
ستازي موزيوم (Stasi Museum) يقع في برلين في البيت 1 التابع لمجمع المقر الرئيسي السابق لوزارة امن ألمانيا الشرقية. يمكن للزوار التعرف إلى أعمال الستازي والمعارضة في ال GDR بين 1945 و 1989. لقد تم حفظ مكتب إيريخ ميلكي الوزير الأخير لوزارة امن ألمانيا الشرقية عل ما كانت عليه. يقسم المعرض إلى 3 أقسام: المراقبة / التجسس/القمع. وتعرض طرق ونكاذج استخدمت في ذلك الحين للتجسس والمراقبة.
متحف التاريخ الطبي يقع في مستشفى المدينة الجامعي ويتضمن شرحا لحالات مرضية وتشريحية. تم تجميع الحالات على يد الرائد في علوم الحالات المرضية الحديثة والجامعي الرائد رودولف فيرخو. يغطي هذا المعرض كل ما يتعلق بالتشريح الفني وجراحة القلب.

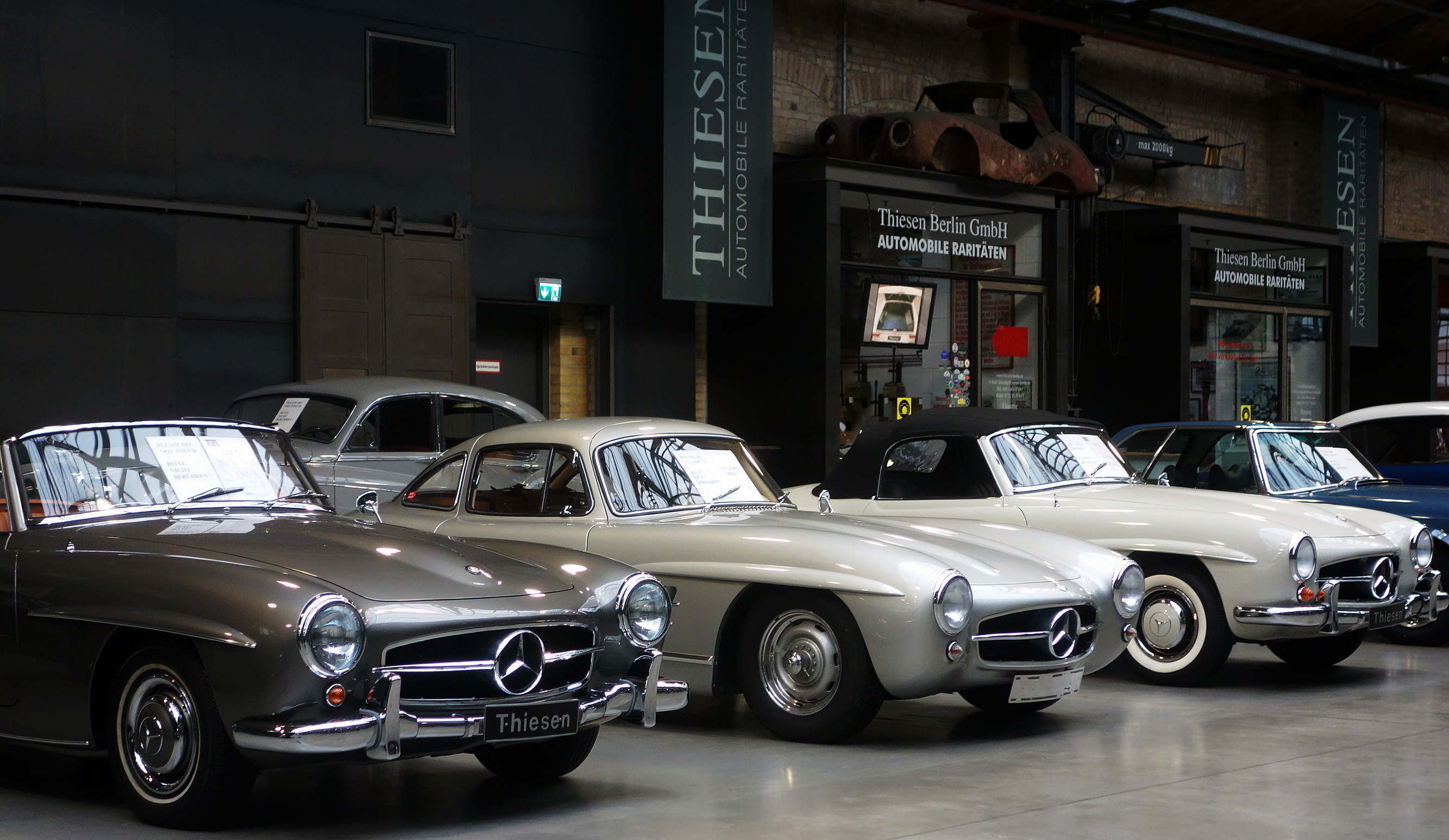
Classic Remise Berlin

متحف شفوليس (Schwules) أسس عام 1985م وهو يعتبر المعرض الوحيد في العالم المتخصص في دراسة المثلية الجنسية في كل حالاته. تدعم المجموعة الدائكة المسماة «فخر ومثابرة-200 عام من تاريخ المثلية الجنسية» بمعارض لشرح هذا التاريخ والحضارة ويوميات مجتمع المثليين حيث تحكي قصص وتاريخ المثلية منذ القدم وأحوالهم وكيف تعرضوا للاضطهاد. تغطي هذه القصص سنوات جمهورية فيرمير 1871-1918م وحقبة النازية من عام 1950م حتى عام 1980م كما تسلط الضوء على مرض نقص المناعة بالإضافة عن نبذة عن طريقة عيش أشخاص محددين. بينما تعكس الأفلام والتصوير الفوتوغرافي الميول السادية المازوشية وازدواجية التوجه الجنسي.
متحف ماخميت للأطفال يقدم الكثير من المرح للكبار كما الصغار في اجواء مثيرة واكتشافات رائعة وهناك مساحة شاسعة للعرض 1.200 متر مربع حيث يمكن للأطفال اللعب والركض والتسلق. ويمكن للزوار الانضمام إلى ورشات عمل كثيرة.
متحف التصوير الفوتوغرافي أسسه هلمت نيوتن وقد كان واحدا من أكثر المصورين شهرة في القرن 21 وقد تعنبر فنه ثورة في عالم التصوير. وكانت صوره مثار جدل. أسسه عام 2003 لحفظ وعرض صوره وصور زوجته جون.
و يستطيع محبي السيارات زيارة متحف ميلن ويرك (Berlin Classic Remise) لرؤية نماذج نادرة من السيارات القديمة والسيارات الرياضية القوية. القاعة الرئيسية واسعة ومضيئة ومليئة بأكثر السيارات تميزا وتؤجر هذه القاعة للمناسبات الاجتماعية والمهرجانات الكبيرة التي يقيمها المتحف.

### المطبخ

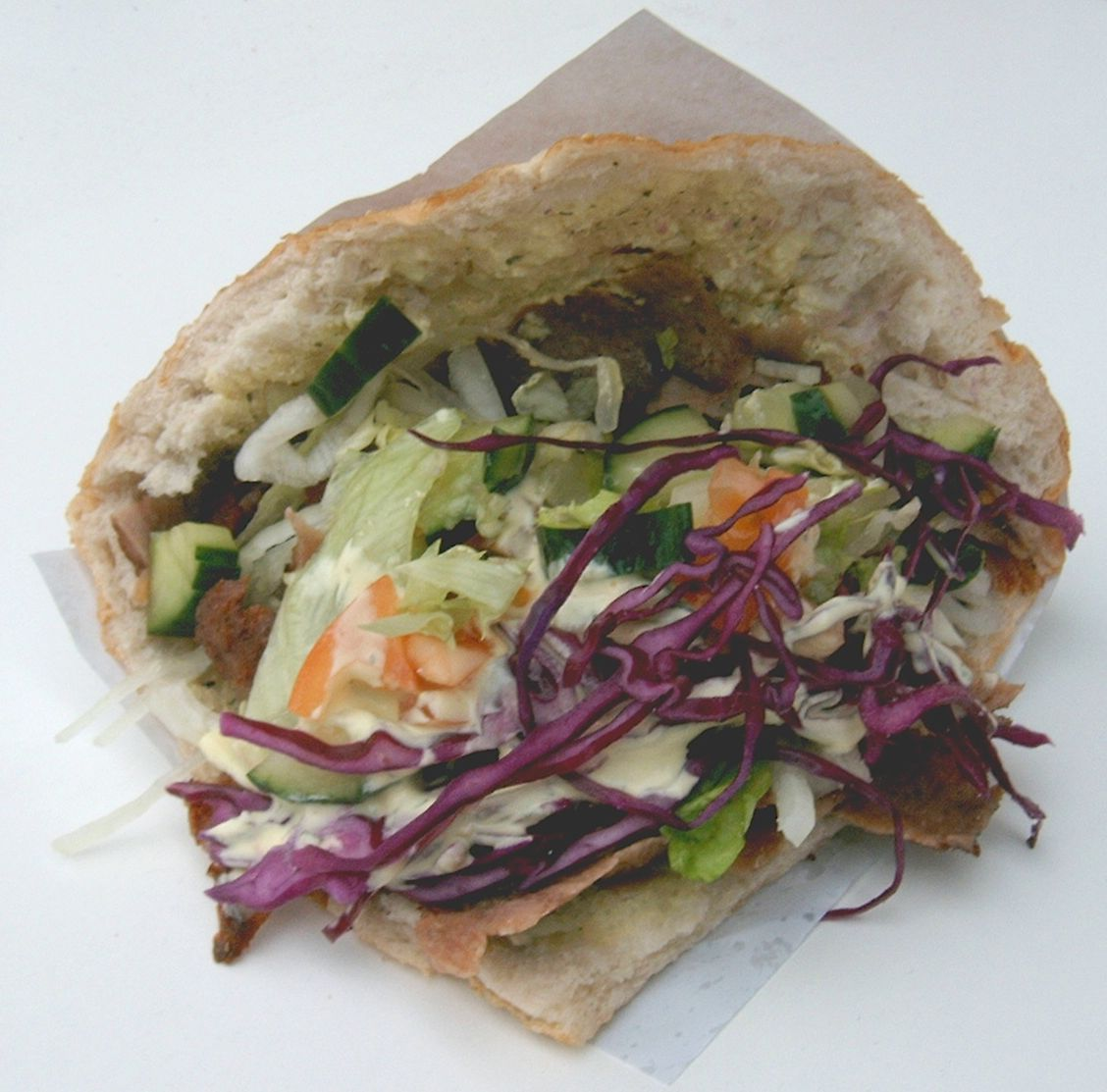
تشتهر المطاعم التركية في برلين بتحضير سندويتش الدونر كباب (أي الشاورما)

الخيارات المتنوعة للطعام والشراب في برلين ليس لها نهاية. من محلات الوجبات السريعة إلى المطاعم الفاخرة. كما ينبض قلب برلين بطعام المطبخ الألماني التقليدي وكريات اللحم والنقانق هي خير مثال على ذلك.
مفاصل الخنزير والبيرة هما من الوجبات الشهيرة في برلين، كما يمكنك في برلين الاستمتاع بالفطور في أي وقت من اليوم لاسيما مع وجود العدد الهائل من المقاهي التي تقدم وجبات إفطار مستوحاة من جميع المطابخ العالمية.
وقد لعب فريدريك العظيم (ملك بروسيا) دوراً كبيراً في تعيين بعض أطباق برلين التقليدية بعد أن طلب من أتباعه أن يتناولوا الخيار والبطاطا في القرن الثامن عشر؛ وقد بقي هذان الطبقان المفضلان في ألمانيا إلى جانب أطباق الإوز والسمك والبازلاء ولحم الخنزير.
من الأطباق التقليدية البرلينية الأخرى هي نقانق الكاريفيرست (بالألمانية: Currywurst) (التي وجدت في برلين عام 1949م) والبرلينر (بالألمانية: Berliner) والمعروف ببفاناكوخين (بالألمانية: Pfannkuchen) في برلين. كما أن الجالية التركية جلبت معها إلى المدينة أطباقها التقلدية مثل سندويتش الدونر كباب (بالألمانية: Döner kebab) (أي الشاورما).
إضافة لذلك تأخذ مدينة برلين طابعاً عالمياً من خلال انتشار المطاعم والمتاجر العربية والتركية والإيطالية والآسيوية، وغيرها من المطاعم التي تقدم أطعمة عالمية. فمن يعبر حي نويكولن البرليني الشهير يشعر وكأنه في بلد عربي بسبب كثرة المقاهي والمطاعم والمحلات العربية التي تحمل غالبيتها أسماء عربية. وتستقبل المقاهي العربية زوارها بسهرة خفيفة مع لعب الطاولة والورق وسماع الأغاني الشرقية وتدخين الأرجيلة (الشيشة).

## النشاطات الترفيهية

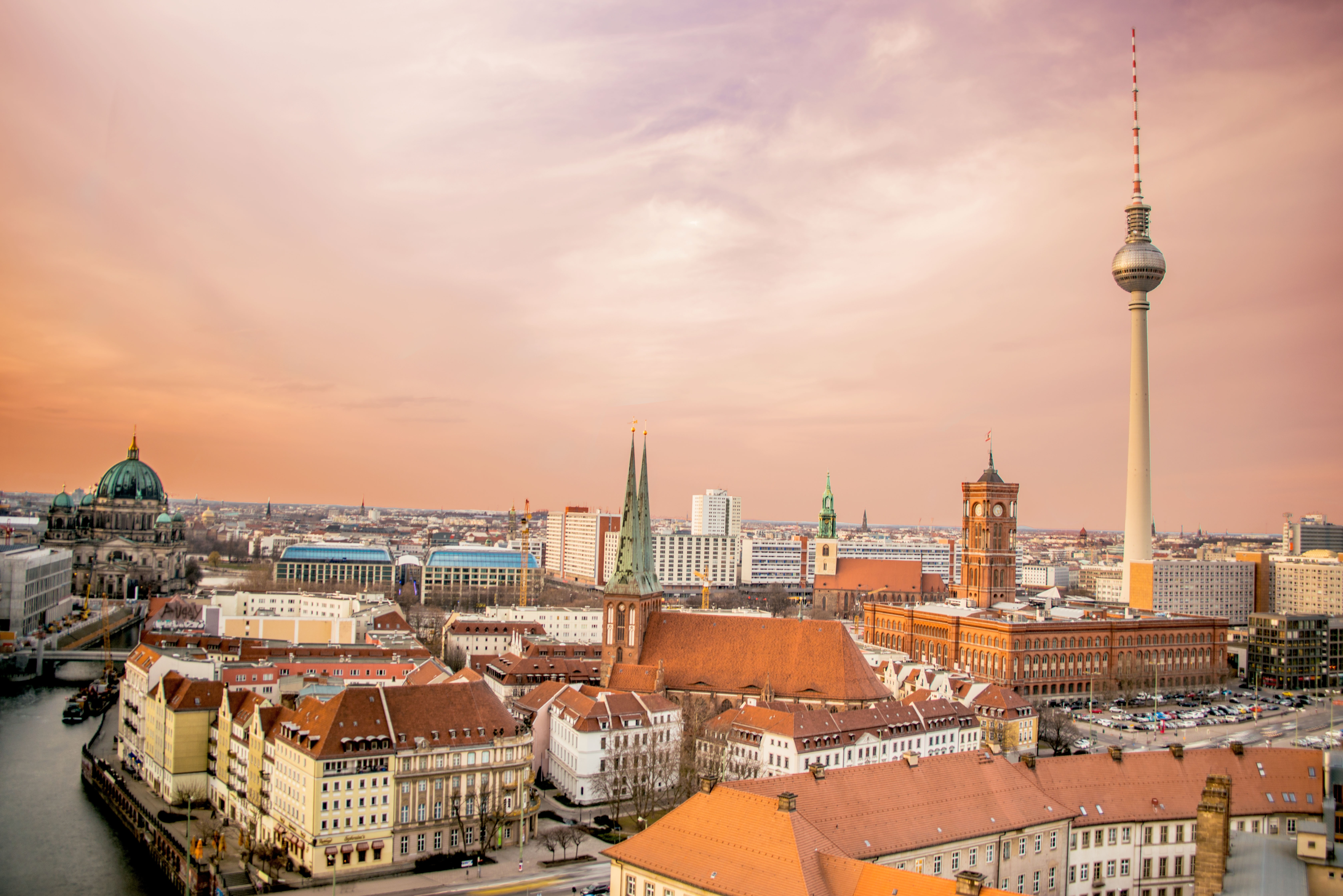
برج برلين وبه مطعم وصالة قهوة تدور، فيشاهد الزائر برلين من جميع الجهات.

تقدم برلين الكثير من الألعاب الشبابية كالدراجات وسباق السيارات الصغيرة الكارتنج ورحلات السفاري بالسيارات. كما توفر أيضا رحلات نهرية في قلب العاصمة لرؤية الجسور والتقاط صور لملامح المدينة التي لا يمكن رؤيتها من أي مكان آخر.
اما لمحبين الرياضة برلين لديها الكثير من الحلبات في حدائقها وساحاتها للتزلج أو لأي رياضة ممتعة أخرى كالتسلق أو كرة الطائرة أو سباق السيارات الصغيرة. كما أنها توفر حلبات داخلية للتزلج.
و يمكن زيارة مركز يغولاند الذي يعد من أهم الحدائق الداخلية وهو مليء بالمتعة والنشاطات.

### الرياضة

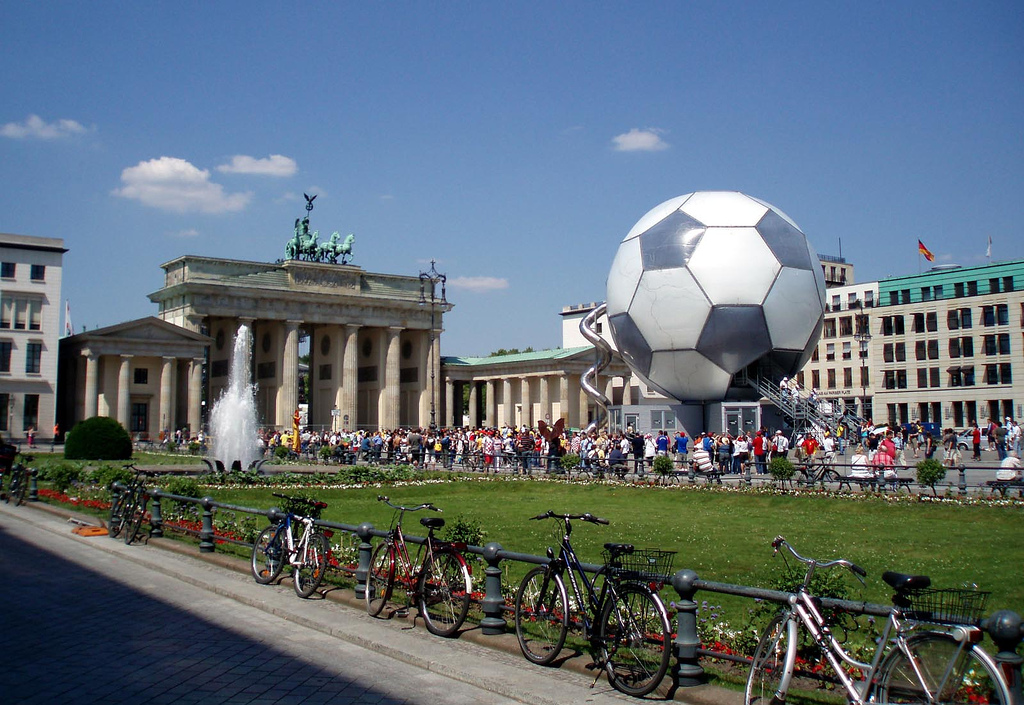
2006

حققت برلين سمعة واسعة في مجال الرياضة العالمية، فقد ضمت الأولمبيات في عام 1936م وكانت البلد المضيف لنهائي كأس العالم لكرة القدم عام 2006م. كما أنها عقدت بطولة العالم لألعاب القوى في الملعب الأولمبي في آب/ أغسطس 2009م. كما يقام أيضا سنويا ماراثون برلين والدوري الذهبي لألعاب القوى.
اشتهرت الصالات المفتوحة التي تضم الآف المتفرجين خلال المباريات الدولية ككأس العالم للكرة وكأس الأمم الأوروبية لكرة القدم. ويجتمع مشجعين الرياضة الوطنية لمشاهدة المباريات على الشاشات الضخمة وتعرف هذه المناسبة بالفان مايل (Fan Mile) وتقام كل سنتين عند بوابة براندنبورغ.
عدد من النوادي الرئيسية التي تمثل أشهر الرياضات في ألمانيا مقرها في برلين.
يقام في العطلة الأخيرة من شهر أيلول/ سبتمبر، حيث تمتلئ العاصمة الألمانية برلين بحوالي 40,000 من العدائين و8,000 من المتزلجين. يشتهر هذا الحدث بكونه الأسرع في العالم مما يجمع حشوداً هائلة لمتابعته. أهم جزء من الحدث هو عند مرحلة الجزء الأخير، خاصة عند جادة أوتنر دين ليندن عبر بوابة براندنبورغ عند الأربعمائة متر الأخيرة.

### الألعاب المائية
تقع في برلين مدينة مائية وحديقة استوائية داخلية كبيرة تسمى تروبيكال أيلاندس (Tropical Islands) حيث يمكن للزوار الاستمتاع بالأجواء الاستوائية وأشجار النخيل على شواطئ الرمل. كما تتضمن منتجع وساونا الاستوائي في أجواء الغابات المطيرة.
تغطي مساحة هذه الحديقة الداخلية 66,000 متر مربع وتحتوي على 50,000 شجرة ونباتات منها أشجار الموز ونبات القهوة. يضم منتج «الجزر الاستوائية» مجموعة فريدة من الأبنية المصممة على الديكور التايلندي والبالي وغيرها من الغابات الاستوائية. ويضم المنتج المطاعم والمقاهي المتنوعة وتتضمن برنامج ترفيهي في الصباح وبرنامج ليلي.
تعد الزحليقة البالغ ارتفاعها 25 متر الأطول في ألمانيا وتوجد في تروبيكال أيلاندس بالإضافة لأربع زحليقات أخرى مختلفة، ومنها التي تصل سرعتها إلى 70 كم / ساعة. الساونا في تروبيكال أيلاندس هي الأكبر في ألمانيا ولها ستة فروع بتصاميم مختلفة، كما تقدم المساجات.

### الحياة الليلية

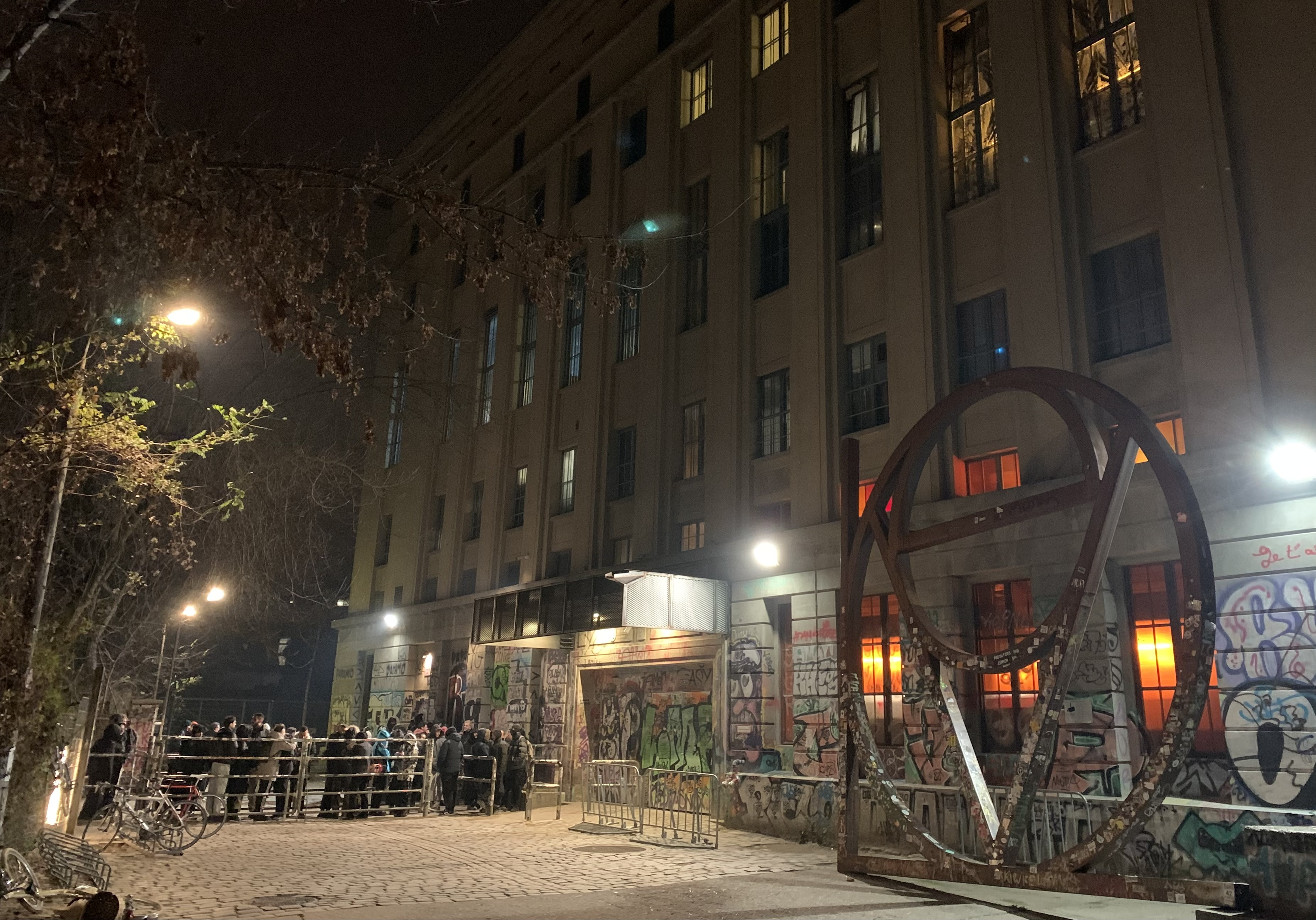
بيرغهاين

تتميز الحياة الليلية في برلين بمزج بين أنواع الموسيقى المختلفة، وتجمع في نفس الوقت بين مختلف الأعراق والأجناس.
يوجد نحو 200 نادي ليلي في برلين موزعة في شوارع متتي وفريدريش وغيرها.
بعد سقوط جدار برلين في عام 1989م تم إعادة بناء العديد من المباني في ميته (Mitte) وبعضها تحول إلى نوادي ليلية.
تشتهر برلين بساحاتها الضخمة فقد تم بناء كل المباني قبل الحرب حول فناء مركزي وبعض منها خصوصاً في المقاطعات الشرقية احتوت على ثلاثة أو أربعة ساحات. كثير من هذه الساحات قد حوّلوا إلى مقاهي وحانات ومحلات وصالات عرض. ومثال جيد هو المجمع الصوفي المليئ بأشهى الأطعمة والمسارات الثقافية فيعتبر مكان جيد لإمضاء وقت هادئ وممتع.

## هندسة معمارية
| بوابة براندنبورغ تعد بوابة براندنبورغ (بالألمانية: Brandenburger Tor) من التحف المميزة كثيراً لبرلين وألمانيا، وتظهر على عملات اليورو الألمانية بقيمة (10 سينت و20 سينت و50 سينت). وهي رمز مدينة برلين والبوابة تحمل اسم ولاية براندنبورغ التي تحيط بولاية برلين وتقع في ساحة باريسر، بدأ بنائها عام 1788م وانتهى عام 1791م ولكن تحطم جزء منها في الحرب العالمية الثانية ثم أعيد بناء الجزء المحطم مرة أخرى. |             |
| معرض الطرف الشرقي هو معرض في الهواء الطلق لفن تم رسمه مباشرة على الجزء الأخير الباقي من جدار برلين. هو آكبر دليل باقي على التقسيم السياسي للمدينة، وقد تم مؤخراً إجراء بعض عمليات الترميم عليه. |             |
| قصر شارلوتنبرغ (بالألمانية: Schloss Charlottenburg) هو أكبر قصر في برلين والمبنى الوحيد في المدينة الذي يعود تاريخ بناءه إلى عهد عائلة الهوهينزوليرن (بالألمانية: Hohenzollern). سمي تيمنا بصوفي شارلوته التي أصبحت ملكة بروسيا بعدما تزوجت فريدريك وهو أحد الرجال المسؤوليين عن بناؤه. يمكن للزوار مشاهدة أقسام المعيشة اليومية لفريديريك وصوفي شارلوت بالإضافة إلى المجموعة الفنية المذهلة التي تعود للقرن الثامن عشر. كما يتميز هذا القصر بهندسته الداخلية الرائعة وغرفه المتصلة ومعروضاته الفنية. صمم الديكور الداخلي فيه وفقاً لنمطي الروكوكو والباروك. وتم إنشاء حديقة كبيرة خلف القصر مزينة بأشجار الليمون والنوافير تحيط بها الغابة؛ كما تم بناء العديد من الأبنية في باحة القصر، ومن ضمنها بيلفيدير وضريح ومسرح وسرادق. تضرر القصر كثيراً إثر الحرب العالمية الثانية، لكن تمت إعادة تريميمه لاحقاً. |             |
| شارع 17 يونيو- حزيران تصل شارع 17 يونيو- حزيران (بالألمانية: Straße des 17. Juni) بوابة براندنبرغ وساحة إرنست-رويتر بلاتز (بالألمانية: Ernst-Reuter-Platz). سمي إحياءً لذكرى الثورة التي قامت في شرق برلين في 17 حزيران 1953م. في منتصف الطريق من بوابة براندنبرغ يقع الغروسر ستيرن (بالألمانية: Großer Stern)، وهو جزيرة دائرية للمرور يتوضع عليها عمود النصر (بالألمانية: Siegessäule)، تم نقل النصب الذي يحاكي انتصارات بروسيا من موقعه السابق قبالة الرايخشتاغ في العام 1938-1939م. | عامود النصر |
| برج التلفزيون يقع في ساحة أليكسندربلاتز (بالألمانية: Alexanderplatz) في حي ميتيه (بالألمانية: Mitte)، هو ثاني أطول بناء في الاتحاد الأوروبي بطول يبلغ 368 متراً. تم بناؤه في العام 1969م، ويمكن رؤيته من معظم المناطق المركزية في برلين. يمكن مشاهدة المدينة من ارتفاع 204 متر من على منصة المراقبة في البرج. كما يضم البرج مطعماً متحركاً. من هذه النقطة يتجه شارع كارل ماركس تجاه الشرق، حيث جادة مصفوفة بالأبنية التاريخية مصممة على النمط الاشتراكي الكلاسيكي الذي يعود على عهد ستالين (Stalin). |             |
| ساحة جندارمنماركت هي ساحة مصممة على النمط الكلاسيكي الحديث في برلين والتي يعود اسمها إلى الاحتلال النابليوني. ويحيط بهذه الساحة كاتيدرائيتان تمتلكان تصميماً مشابهاً وهما؛ الكاتدرائية الفرنسية (بالألمانية: Französischer Dom) بمنصة المراقبة الموجودة فيها والكاتدرائية الألمانية (بالألمانية: Deutscher Dom)؛ بين هتين الكاتدرائيتين تتموضع قاعة الحفلات (بالألمانية: Konzerthaus)، موطن أوركسترا سمفونية برلين. |             |
| جادة أونتر دين ليندن تعرف هذه المنطقة بكونها مكاناً مثالياً للتنزه تحت أشجار الزيزفون التي تصطف على جانبي الطريق. وتمتد من بوابة براندنبورغ (بالألمانية: Brandenburg Gate) إلى موقع برلينر شتادتشلوس (بالألمانية: Berliner Stadtschloss) سابقاً. على طول هذه الجادة تصطف العديد من الأبنية الكلاسيكية، كما يتموضع فيها جزء من جامعة هومبولت. |             |

## المناظر الطبيعية في برلين
تنعم برلين بهدوء وطمأنينة، وتؤمن مساحاتها الخضراء الواسعة ومياهها وغاباتها وبحيراتها الشاعرية، ملجأ للسكان من صخب المدينة. يعتبر تيرغارتين (Tiergarten) أكبر منتزه في برلين والذي يقصده سكان برلين.
ويوجد في وسط المنتزه ساحة النجمة العظيمة كما يوجد فيه المقر الرسمي للرئيس الألماني.
تعتبر البرية في برلين من أكبر الأماكن البرية في العالم، وقد اكتشفها أليكساندير فون هومبولد (Alexander von Humboldt) في عام 1844م، وتحتوي على قرابة الـ 19,000 نوع من الحيوانات و1,400 فصيلة نباتية الأمر الذي يجعلها من الأماكن الأكثر تنوعاً في العالم.
يعتبر القصر الموجود على جزيرة الطاووس من أشهر المعالم الرومانسية في برلين. تشتمل هذه الجزيرة على جنائن ومنتزهات وحدائق للورود، فضلاً عن أعداد كبيرة من طيور الطاووس. ويمكن الوصول إلى هذه الجزيرة بمركب صغير.
تم الانتهاء من تصميم قناة مياه لاندوي (Landwehrkanal) على يد المهندس المعماري لينني lenne في عام 1850 بعد خمس سنوات من الإنشاء. وهي قناة مياه يبلغ طولها 12كم وتم بنائها من أمر من الملك فيلهلم فريدريش الرابع الذي تمنى وصل برلين بالمنطقة الصناعية في وكانت أيضا جزء من حل مشكلة البطالة التي ظهرت في برسيا (Prussia) في ذاك الوقت. أصبحت القناة مكان مثالي للنزهة بما أنها مليئة بالأشجار والحدائق، كما أنها تضم العديد من المقاهي.

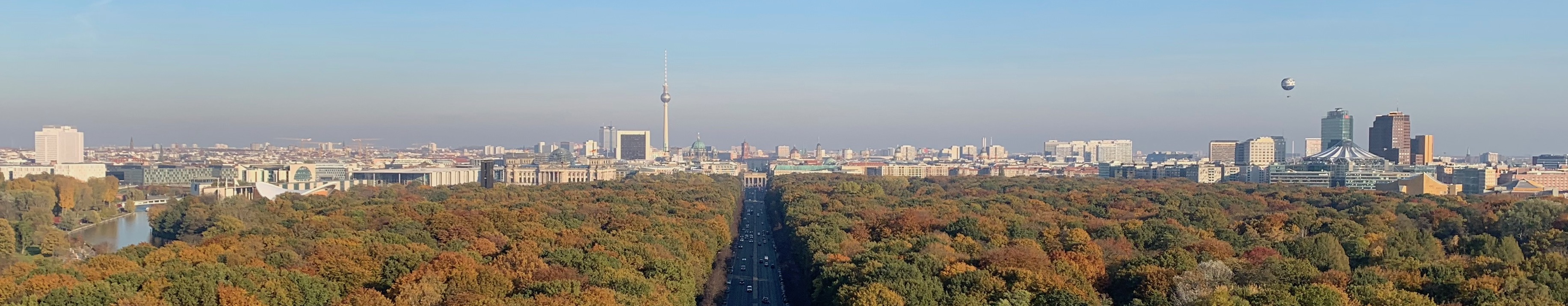
برلين 2021 (Tiergarten)

## بعض الحقائق المميزة لبرلين
- تبلغ مساحة برلين 892 كيلومتر مربع، وهي تعادل مساحة العاصمة الفرنسية تسع مرات.
- برج التلفزيون في برلين هو أطول مبنى في ألمانيا وفي أوروبا ويصل إلى 368 متر.
- ستة من أبرز رؤساء الولايات المتحدة قد ألقوا خطابات تاريخية في برلين منذ الحرب، ومن أبرز الخطابات: "أنا برليني" لجون كينيدي عام 1963 ورونالد ريغان عام 1987 يخاطب الرئيس السوفيتي "اهدم هذا الحائط سيد غورباتشوف " Mr Gorbachev – tear this wall down!"
- أول مجموعة اشارات المرور انشأت في شارع بوتسدام بلاتس في عام 1924 ولا تزال تثير الإعجاب حتى الآن.
- أصبحت برلين أول وأكبر مركز للسكك الحديدية في التاريخ بعد إنشاء المحطة المركزية الجديدة.

## معرض صور

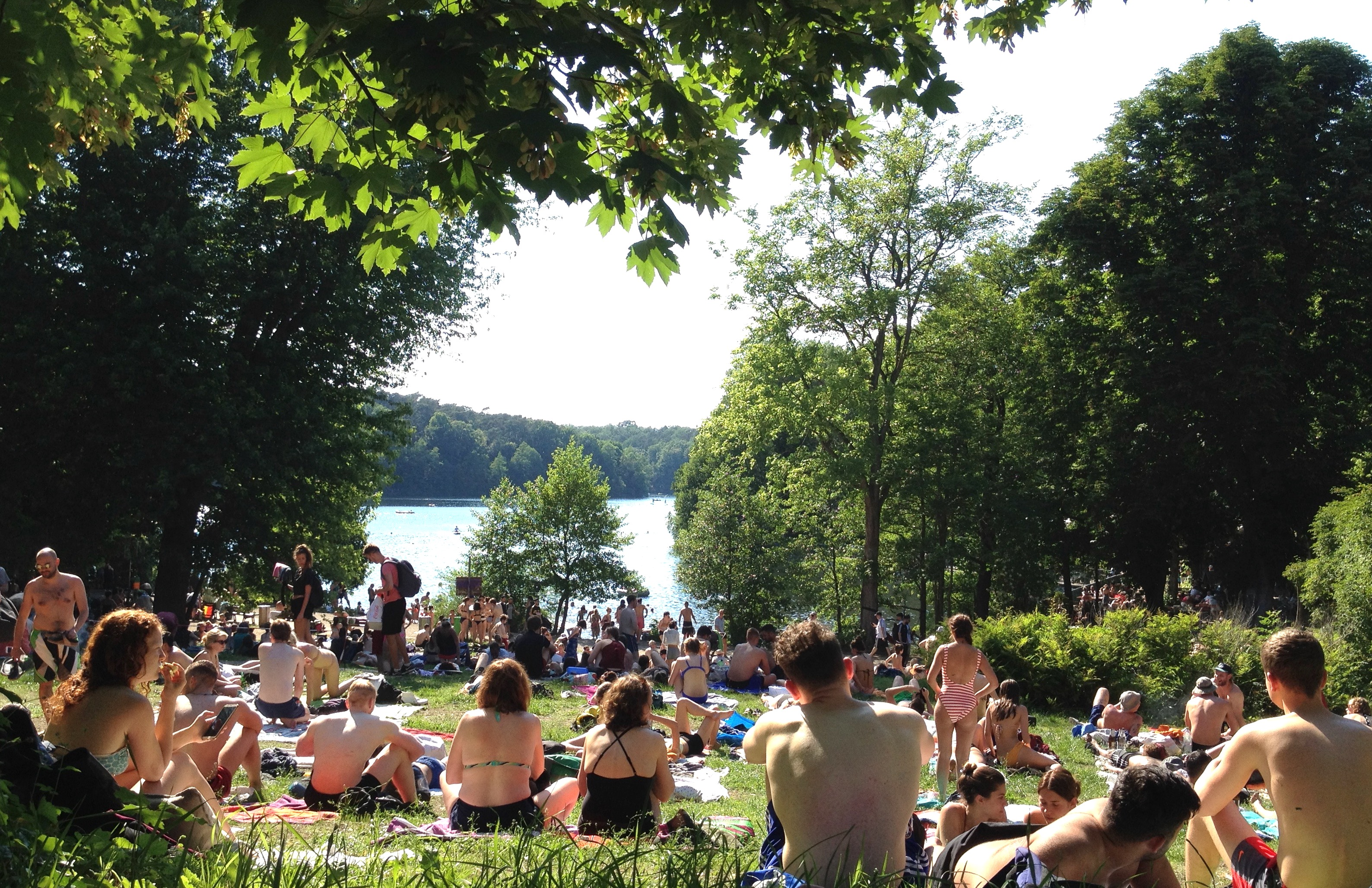
جرونوالد
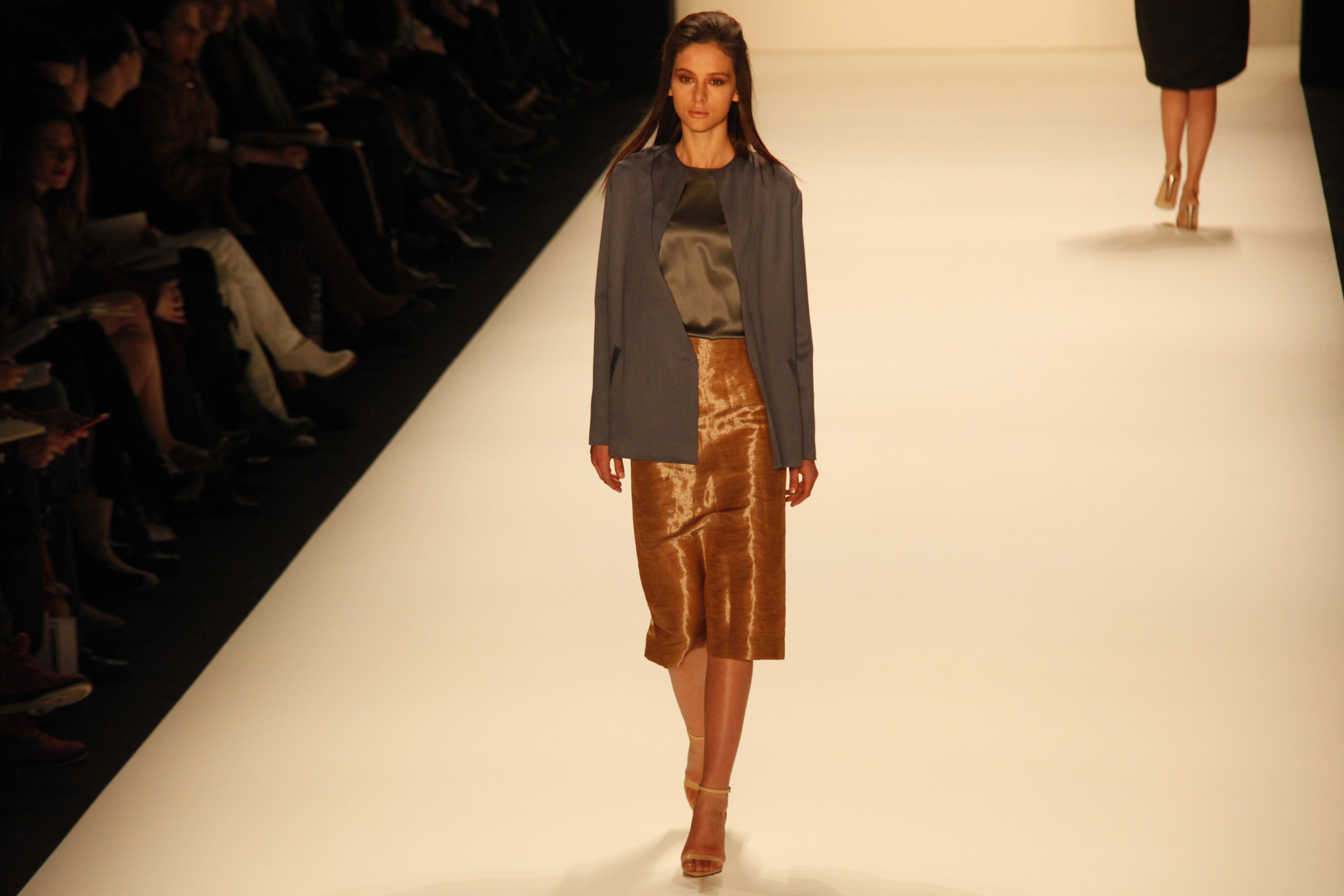
أسبوع الموضة في برلين
يونيون برلين
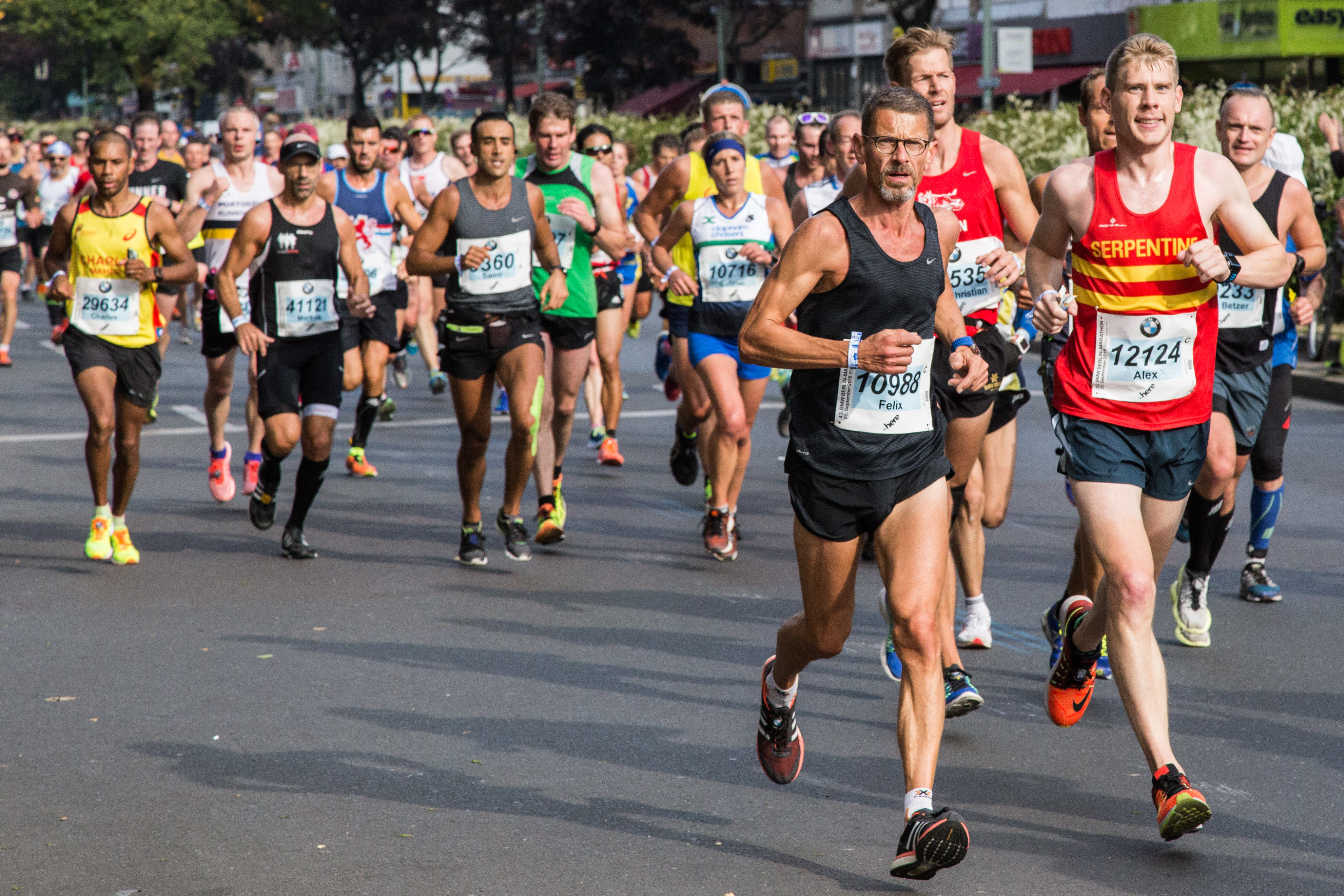
مراثون برلين

## وصلات خارجية
1. موقع برلين الرسمي (بالألمانية)

1. بانورامي صور برلين
2. الموقع السياحي لمدينة برلين